# Historia militar de Alemania

Situación territorial del Imperio franco entre los años 481 y 814

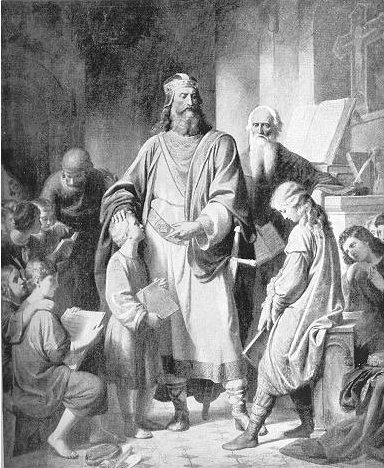
Carlomagno y sus alumnos.

Mientras algunos pueblos de habla germánica tienen una larga historia, Alemania como nación-estado data solamente del año 1871.  Períodos anteriores a su formación están sujetos a debate sobre su definición.  Los francos, por ejemplo, fueron una unión de tribus germánicas, sin embargo, algunos de los francos, se identificaron más tarde como holandeses, flamencos, franceses y nuevamente como alemanes. La capital del Imperio del gobernante medieval Carlomagno estaba en la ciudad de Aquisgrán, ahora parte de Alemania, sin embargo, Carlomagno era franco. Nombrada después Francia por el pueblo franco, el pueblo holandés y el pueblo flamenco. son los únicos que hablan una lengua que desciende de los  antiguos francos, (El lenguaje de los francos). De ahí que casi todos los historiadores del continente de Europa Occidental puedan hacer valer sus victorias como parte de su patrimonio. Una gran parte fundó el Sacro Imperio Romano Germánico, pero lejos de hablar del todo el idioma alemán. El Reino de Prusia, de la Alemania unificada en el siglo XIX, tenía su territorio significativo en lo que hoy es Polonia. En el siglo XIX, el filósofo Schlegel se refiere a Alemania como una Kulturnation, una nación de cultura compartida y de desunión política, análoga a la antigua Grecia.

## Antigüedad

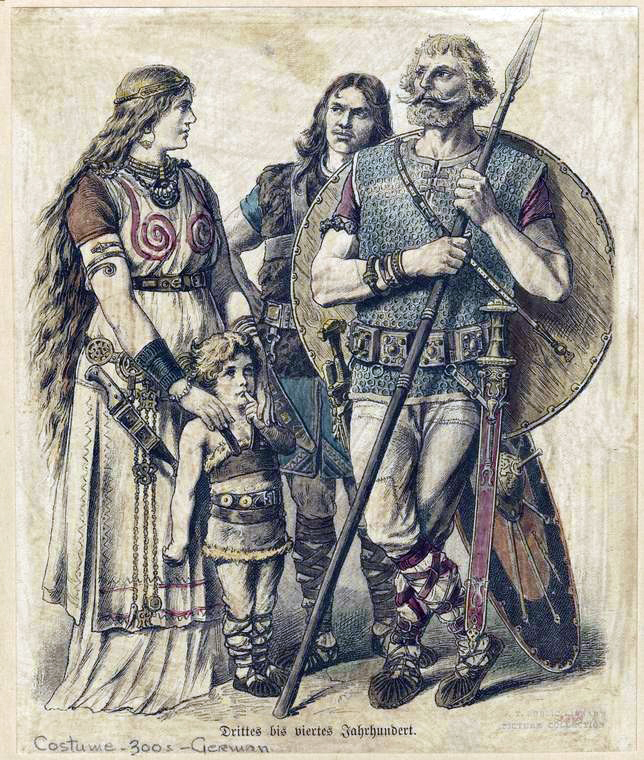
Familia germana representada en una reconstrucción historicista.

Durante principios de la época medieval antigua, las tribus germánicas no tenían lenguaje escrito. Lo que sabemos sobre los principios de su historia militar proviene de relatos escritos en latín y de la arqueología.  Esto deja lagunas importantes. Las guerras germánicas contra los romanos están bastante bien documentados desde la perspectiva romana, como la infame Batalla del bosque de Teutoburgo. Guerras germánicas contra los primeros celtas siguen siendo un misterio, porque ninguna de las partes registran eventos escritos.
Se cree que las tribus germánicas se originaron durante la Edad de Bronce nórdica, en el norte de Alemania y el sur de Escandinavia. Las tribus se extendíeron hacia el sur, posiblemente motivadas por el deterioro del clima de la zona. Cruzaron el río Elba, probablemente invadiendo los territorios de los celtas Volcas en la cuenca del río Weser.  Los romanos registraron una de las primeras migraciones, cuando las tribus de los cimbrios y teutones pusieron en peligro a la misma República en el siglo segundo antes de Cristo.  En el este, otras tribus, como godos, rugios y vándalos, se establecieron a lo largo de las orillas del Mar Báltico empujando hacia el sur y, finalmente, en asentamientos tan lejanos como en el territorio de Ucrania. Los anglos y sajones emigraron a Inglaterra. Los pueblos germánicos tenían a menudo una tensa relación con sus vecinos, dando lugar a un período de más de dos milenios de conflictos militares en distintos ámbitos territoriales y conflictos religiosos, ideológicos y económicos.

## Edad Media

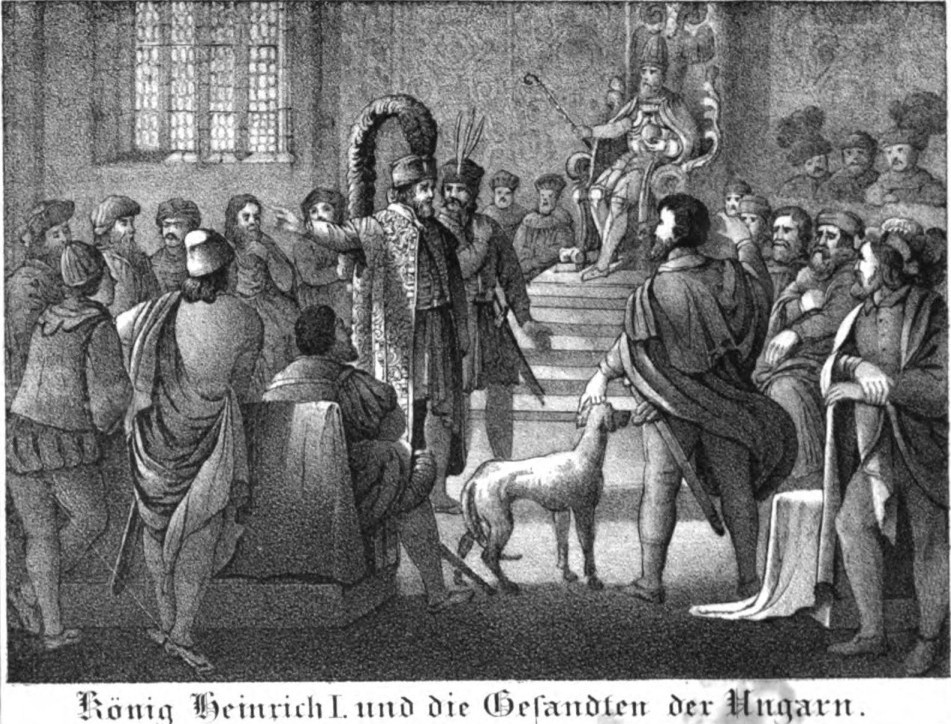
Enrique recibiendo a embajadores húngaros, pintura del.

El Sacro Imperio Romano Germánico de la nación alemana (también conocido como el Primer Imperio Alemán) surgió de la parte oriental del Imperio Carolingio, después de su división en el Tratado de Verdún del año 843, y duró casi un milenio hasta su disolución en 1806. Nunca fue un Estado unitario ya que, desde el principio se componía de muchas etnias y lenguas, y que en su apogeo, abarcaba los territorios que van desde el este de Francia al norte de Italia. Su característica unificadora era su herencia carolingia, fuertes connotaciones religiosas, su pretensión de "germanidad" y el origen étnico de la mayoría de sus súbditos y gobernantes.
Durante el período de los años 919-36 los pueblos germánicos (francos, sajones, suavos y bávaros) se unieron bajo Enrique el Pajarero, entonces duque de Sajonia, que tomó el título de rey. Por vez primera, el término Reino de los alemanes ("Regnum Teutonicorum") se aplica al reino de los francos.

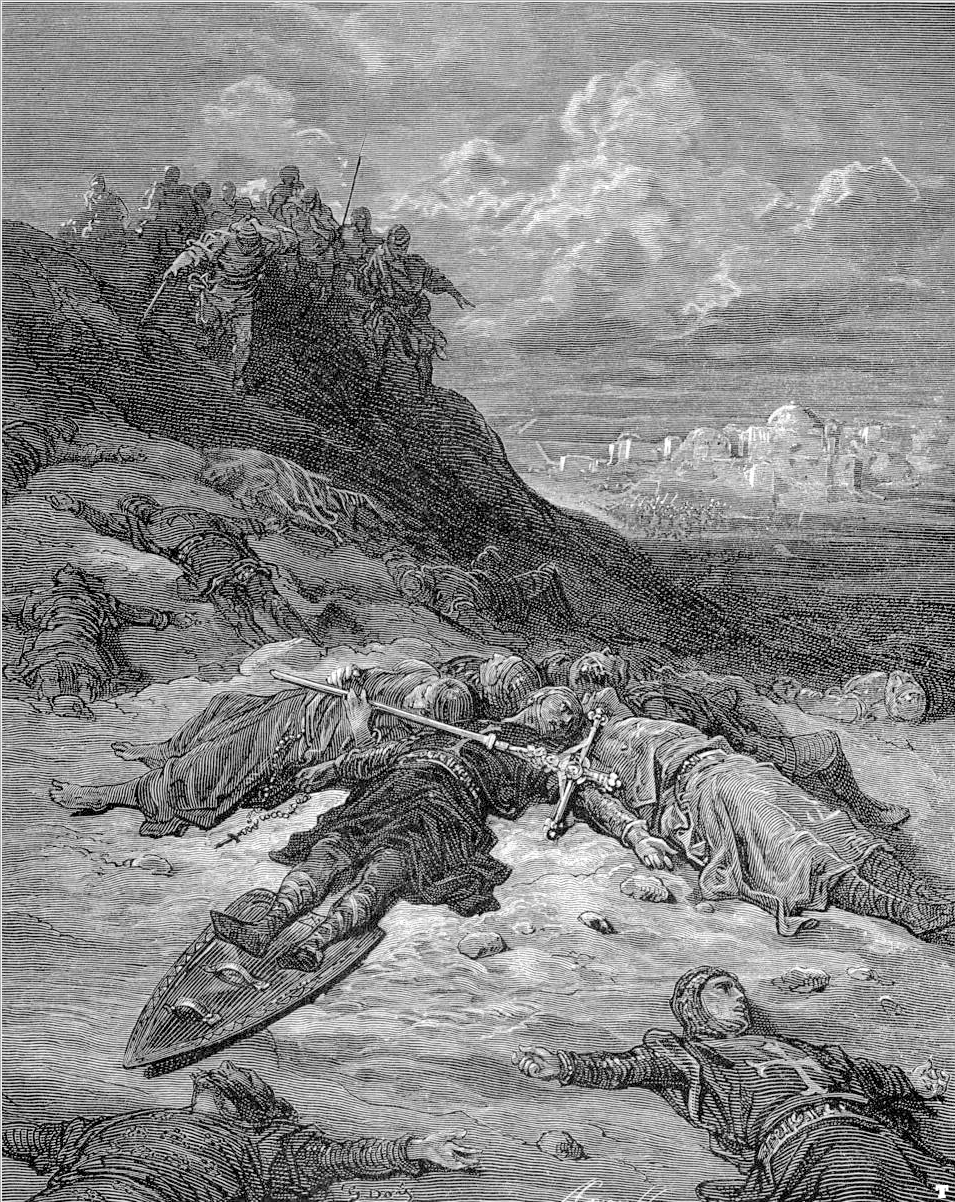
"Muerte de Federico de Alemania" por Gustavo Doré

En el año 955, los magiares (húngaros) fueron derrotados en la Lechfeld por su hijo Otón el Grande, poniendo fin a la amenaza de las estepas de Eurasia por cuatro siglos. En el año 962, en parte por la fuerza de esta victoria, Otto fue a Roma siendo coronado el primer emperador del Sacro Imperio Romano por el Papa.

### Tercera Cruzada
Hacia el año 1155, los Estados alemanes habían caído en el desorden. El Emperador Federico I (Barbarroja) se las arregló para restablecer la paz mediante la diplomacia y los matrimonios artísticamente concertados. Afirmó el control imperial directo de Italia e hizo varias incursiones en el norte de Italia, pero fue finalmente derrotado por la Liga Lombarda en la Legano en 1176. En el año 1189, Federico se embarcó en la Tercera Cruzada.  Después de algunos éxitos iniciales en contra de los turcos, en particular en Konya, Federico fue asesinado cuando trataba de cruzar un río. Sin liderazgo, presas del pánico y atacados por todos los frentes, sólo una pequeña fracción de las fuerzas originales sobrevivieron. siguiente

### Caballeros Teutónicos

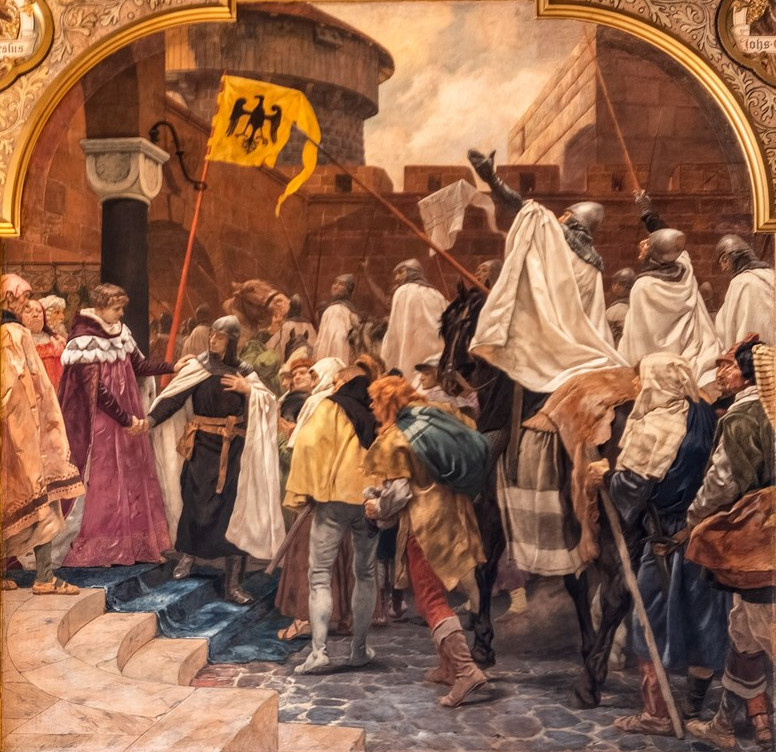
Federico II permite a la orden de invadir Prusia, por Johann Peter Janssen

En el año 1226 Konrad I del Mazovia hizo un llamamiento a la Orden Teutónica, una Cruzada de orden militar, para defender sus fronteras y someter a los paganos del pueblo báltico, antiguos prusianos. La conquista y la cristianización de la región de Prusia se llevó a cabo durante más de 50 años, después de que la Orden gobernase como soberana el Estado monástico de los Caballeros Teutónicos. Su conflicto de intereses con la iniciativa polaco-lituano en el año 1410 dio lugar a la batalla de Grunwald (Tannenberg). El ejército polaco-lituano infligió una derrota decisiva rompiendo su poder militar, a pesar de que la Orden logró conservar la mayor parte de sus territorios

### Guerras husitas

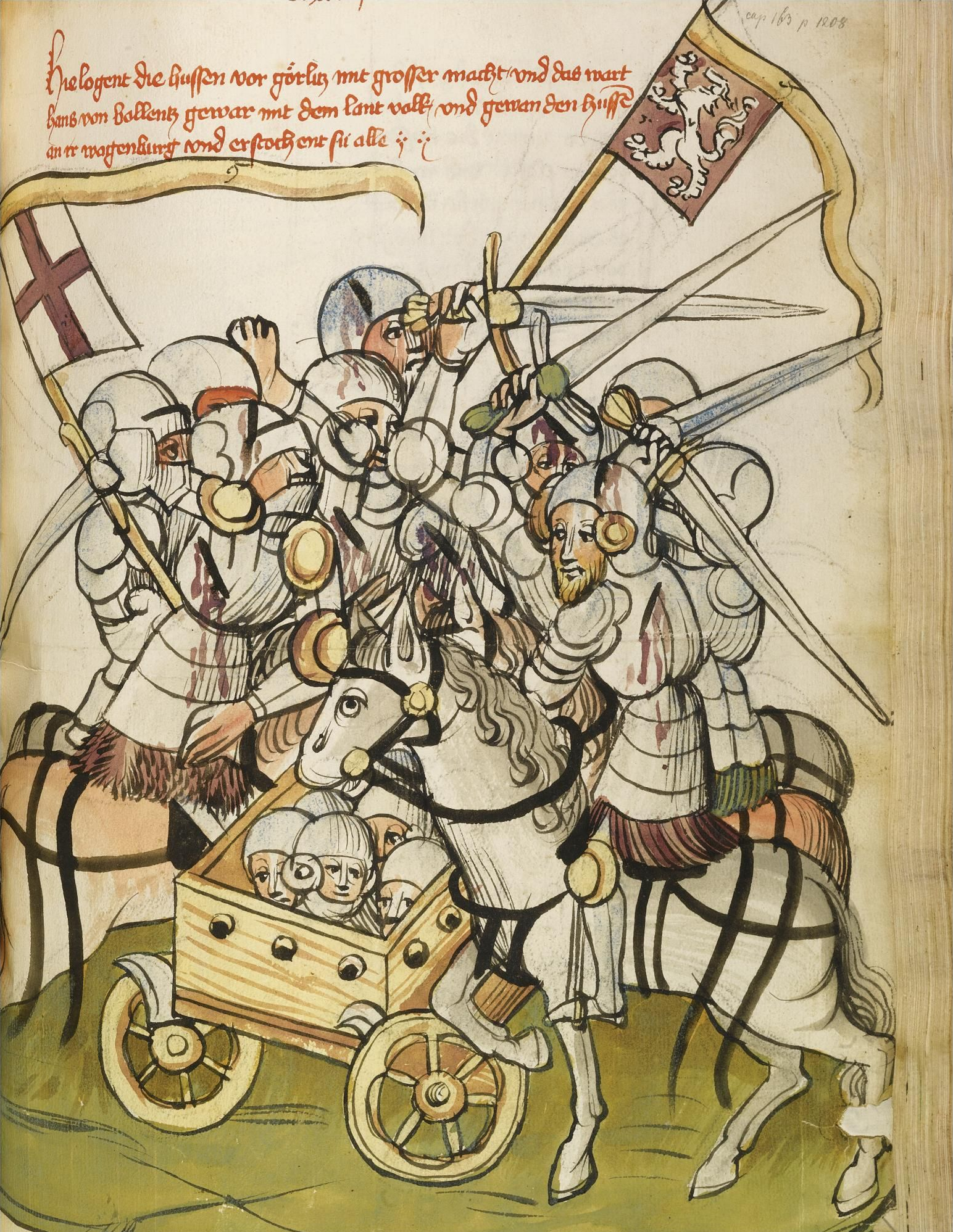
La historia contemporánea de los husitas

Las guerras husitas, libradas entre los años 1419 y 1434 en el Bohemia, tenían su origen en un conflicto entre católicos y los seguidores de una secta religiosa fundada por Juan Hus. La acción de incitación a la guerra fue la Primera Defenestración de Praga, en la que el alcalde y los concejales de la ciudad de Praga fueron arrojados desde las ventanas del edificio de la ciudad. El Emperador Segismundo, un firme partidario de la Iglesia católica, obtuvo el apoyo del Papa Martín V, quien emitió mediante una  bula, en el año 1420, la proclamación de una Cruzada. En total, cuatro Cruzadas se pusieron en marcha contra los herejes, todo lo cual finaliza con la derrota de las tropas católicas. Los husitas, hábilmente dirigidos por Jan Zizka, empleando tácticas novedosas para derrotar a sus enemigos numéricamente superiores, especialmente en las batallas de Sudomer, Vyšehrad, Deutsch Brod y de manera decisiva en la batalla de Aussig. Cada vez que una Cruzada finalizaba, los ejércitos husitas continuaban sus "Beautiful Rides", Spanilé jízdy, o Paseos Hermosos, invadiendo las tierras que fueron de los cruzados. Uno de esos lugares fue Sajonia. Después de la muerte de Žižka, en el año 1424, los Ejércitos husitas fueron dirigidos por Prokop el Grande anotándose una victoria más en la batalla de Tachov en el año 1427. Los husitas invadieron repetidamente el centro de las tierras alemanas, aunque no se hizo ningún intento de ocupación permanente, en un momento hicieron celebración de sus victorias llenando botellas con agua del mar Báltico, como símbolo de que este, una vez más, obedecía al pueblo eslavo. El movimiento husita terminó, no obstante, en el año 1434, en la batalla de Lipany.

## Reforma

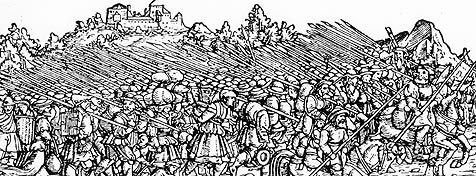
Los agricultores en guerra.

Durante la Guerra de los campesinos alemanes, que abarca desde el año 1524 hasta el año 1525 en el Sacro Imperio Romano, los campesinos se rebelaron contra la nobleza. La rebelión fracasó finalmente y el emperador Carlos V se comportó con mucha más dureza.

## Guerra de los Treinta Años

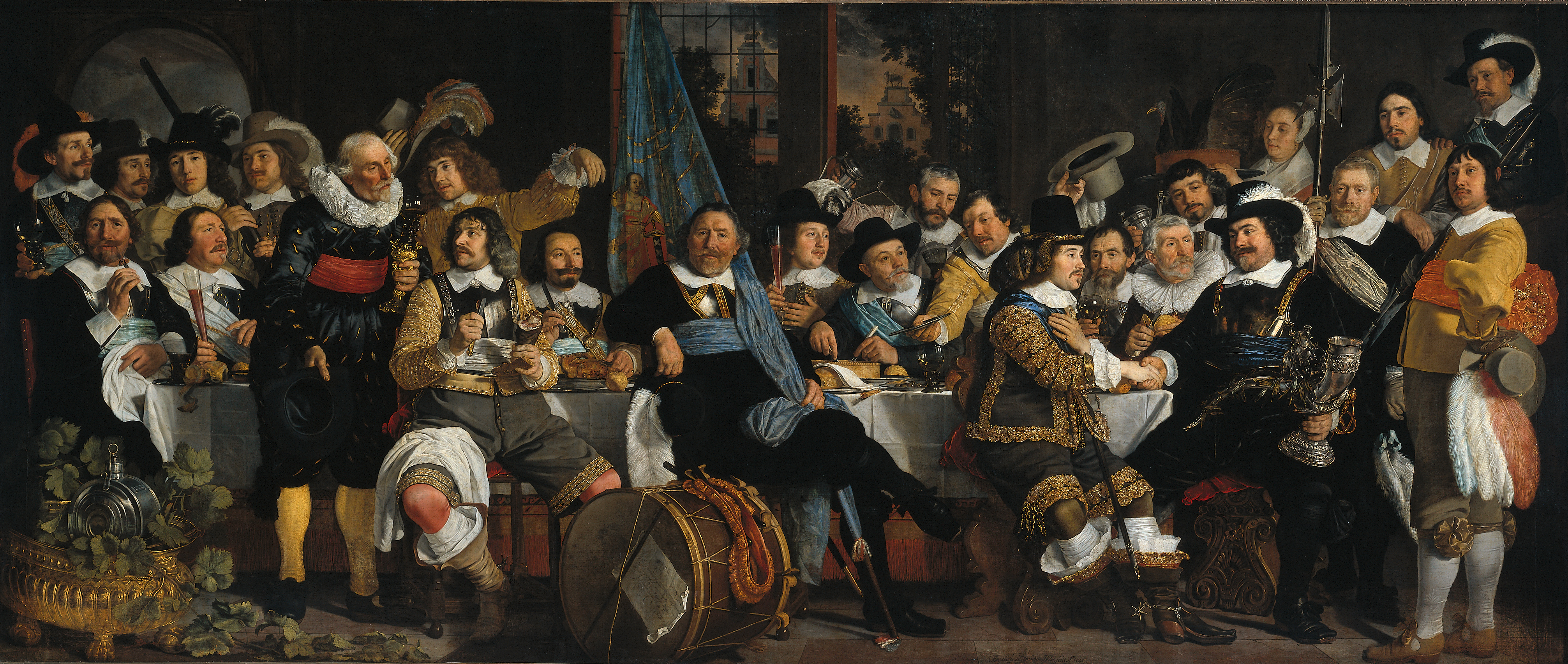
Banquete de la Guardia Cívica de Ámsterdam con motivo de la Paz de Münster por Bartholomeus van der Helst, pintado en el año 1648.

Desde al año 1618 hasta el año 1648 la guerra de los Treinta Años devastó Alemania, cuando se convirtió en el principal teatro de la guerra en el conflicto entre Francia y los Habsburgo por el predominio en Europa. Además de estar en guerra con la Francia católica, Alemania fue atacada por el rey luterano Gustavo II Adolfo de Suecia, que logró muchas victorias hasta que fue asesinado en la Lützen. La guerra ocasionó que grandes zonas de Alemania resultaran devastadas, provocando el empobrecimiento general y una pérdida de alrededor de un tercio de su población, tomando varias generaciones para recuperarse. Terminó con la Paz de Westfalia, que estabilizó los estados nacionales de Europa.
El general imperial, Príncipe Eugenio de Saboya, se enfrenta a los otomanos en el campo de batalla, consiguiendo prominencia y fama durante la última gran ofensiva turca contra la capital de Austria Viena en el año 1683. En los últimos años del siglo XVII, ya era famoso por asegurar el Hungría contra los turcos, y pronto pasó a la principal función de comandante austríaco durante la guerra de sucesión española.

## SigloXVIII

Bandera del Palatinado Renano.

Desde el año 1701 hasta el año 1714 de la guerra de sucesión española, Alemania luchó junto con los ingleses y los holandeses contra los franceses. Durante la primera parte de la guerra, los franceses tuvieron éxito hasta que Camille de Tallard obtuvo la victoria en la región de Palatinado Renano. Más tarde, en el año 1706, holandeses e Ingleses ayudaron a los alemanes a recuperar sus tierras.
Durante el reinado de Federico Guillermo I (1713-1740), el poder militar de Prusia mejoró de manera significativa. Organizó el gobierno en torno a las necesidades de su ejército, consiguiendo de manera eficiente, un altamente disciplinado instrumento de guerra. El Ejército de Prusia se amplió a 80.000 hombres, aproximadamente el 4% de la población total. Los campesinos fueron reclutados para las fuerzas armadas y entrenados para el servicio, pero eran enviados a sus casas durante diez meses al año.

### Federico el Grande

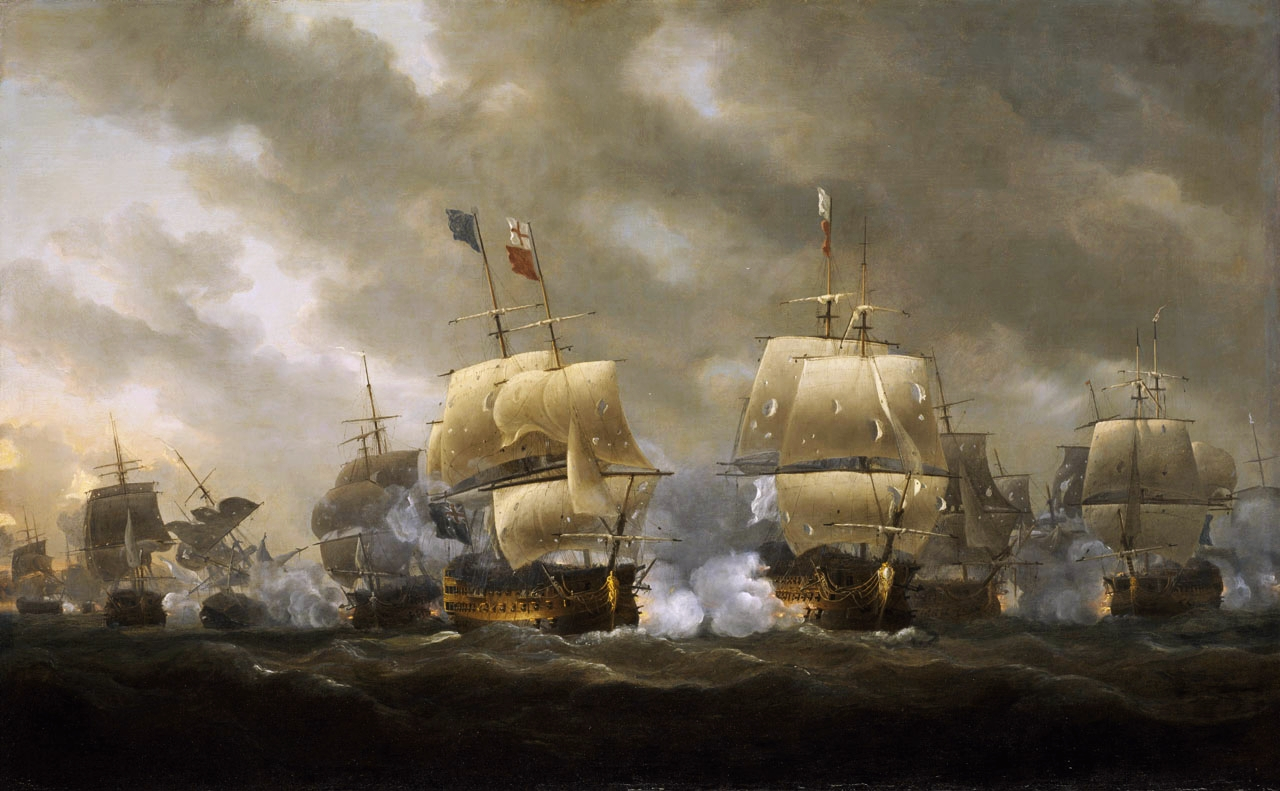
La Batalla de la Bahía de Quiberon, Nicholas Pocock, 1812. Museo Marítimo Nacional.

En la guerra de sucesión austriaca (1740-48) la Emperatriz María Teresa I de Austria luchó con éxito por el reconocimiento de su sucesión al trono. Sin embargo, durante la posterior Guerra de Silesia y guerra de los Siete Años, Federico II de Prusia - "Federico el Grande" - ocupó Silesia y forzó a Austria a ceder formalmente su control mediante el Tratado de Hubertusburg del año 1763. Prusia había sobrevivido a la fuerza combinada de sus vecinos, cada una más poderosa que él, y ganado una mayor influencia en el costo del Sacro Imperio Romano. Fue reconocida como una gran potencia europea , a partir de la rivalidad con Austria por el liderazgo de las tierras de habla alemana.
Durante la guerra de los Siete Años, Prusia luchó en el bando de Gran Bretaña contra Rusia, Suecia, Austria, Francia y Sajonia. Federico II de Prusia invadió por primera vez Sajonia derrotando a un ejército sajón en Lobositz. Federico entonces invade Bohemia, sitiando los prusianos Praga, pero fueron derrotados en Kolin. Desde Prusia parecían débiles, pero los austríacos y los franceses invadieron las tierras prusianas. Sin embargo, los franceses fueron derrotados en Rossbach y los austriacos en Leuthen. En 1758, Federico el Grande trató de invadir Austria, pero fracasó. Entonces, los rusos trataron de derrotar a los prusianos, pero estos consiguieron alzarse con una victoria pírrica en Zorndorf. Los suecos, sin embargo, lucharon contra los prusianos logrando un empate en Tornow. Sin embargo, Austria consiguió una victoria contra el ejército principal prusiano en Hochkirch. En el año 1759, los prusianos vieron aún más derrotas. Perdieron en  Kay y en la Kunersorf contra los rusos. Los prusianos sufrieron importantes derrotas a manos de los ejércitos franceses y suecos, tanto que la propia Berlín fue tomada en el año 1762. Sin embargo, la gran alianza contra Prusia se separó cuando Isabel I de Rusia murió. Fue a partir de su muerte que un gobernante pro-prusiano, Pedro III quería demandar la paz. Fue gracias a este "Milagro de la Casa de Brandenburgo" y la voluntad inquebrantable de Federico logró que Prusia sobreviviera.

## Guerras napoleónicas (1805-1815)
La época napoleónica significó el final del Sacro Imperio Romano creando nuevos estados de habla alemana que finalmente conforman la Alemania moderna. Napoleón I de Francia reorganizó muchos de los pequeños estados de habla alemana en la Confederación del Rin después de la Batalla de Austerlitz en el año 1805.  En esencia, la ampliación de los estados más poderosos de la región de absorbiendo a los más pequeños, la creación de un conjunto de estados tapón para Francia y una fuente de reclutas para el ejército. Ninguno de los dos mayores estados de habla alemana fueron parte de esta confederación. El Reino de Prusia y el Imperio Austríaco se mantuvieron fuera de ella

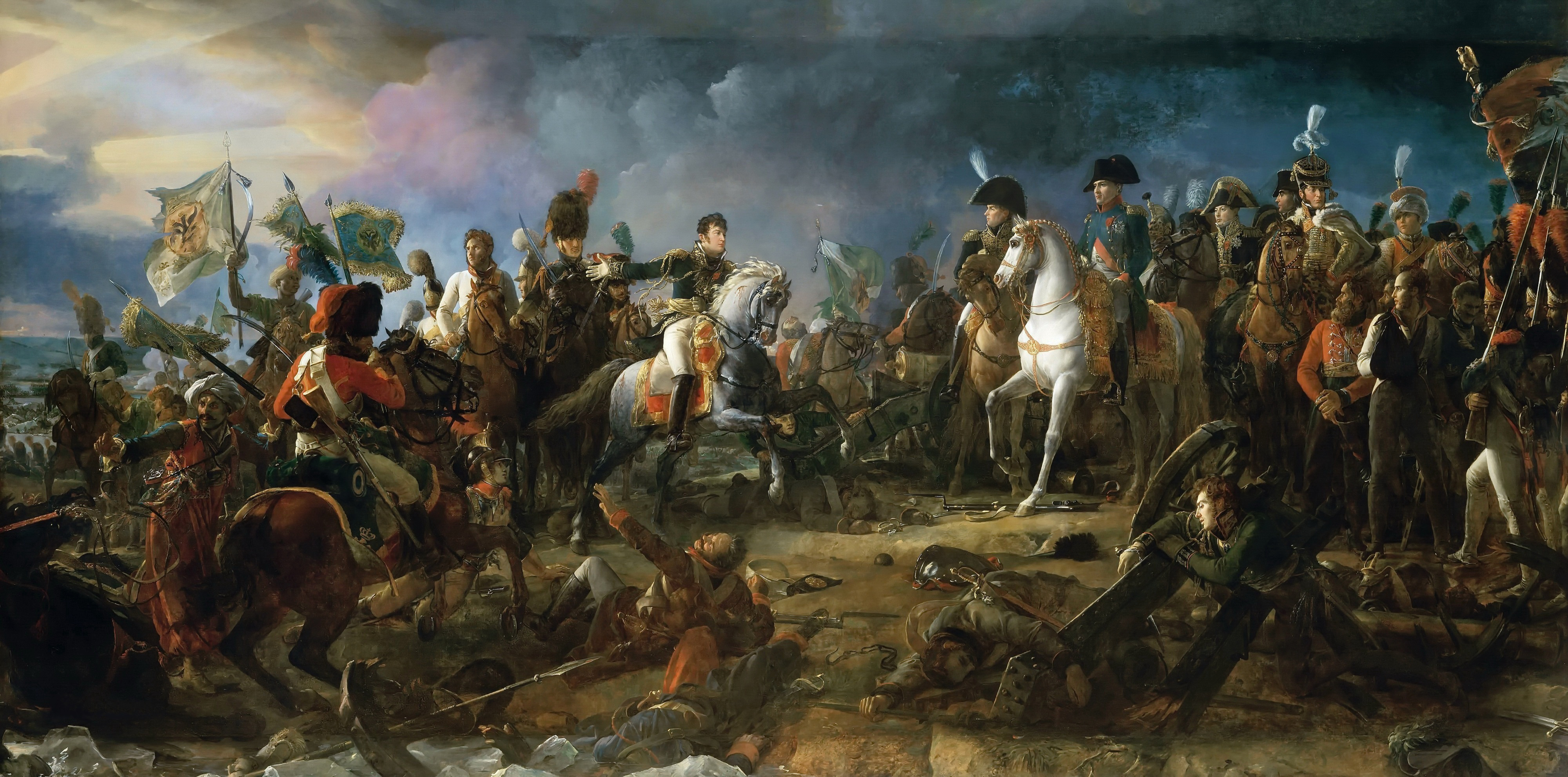
Napoleón en la Batalla de Austerlitz, por François Pascal Simon, Baron Gérard

El rey Federico Guillermo III de Prusia vio en la Confederación del Rin una amenaza para los intereses de Prusia y sus aliados por parte de Napoleón. En este tiempo la reputación del ejército prusiano se mantuvo alta en el período de la guerra de los Siete Años. Por desgracia, mantuvo las mismas tácticas de ese período y todavía dependía en gran medida de los mercenarios extranjeros. La falta de reformas militares resultaría desastroso. Prusia es derrotada en Jena y Auerstedt llevó a una solución humillante, que redujo el tamaño del país a la mitad.

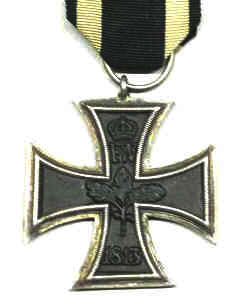
La original medalla militar Cruz de Hierro del año 1813

El Electorado de Brunswick-Lüneburg, conocido informalmente como Electorado de Hannover, hasta la Convención de Artlenburg fallaron en la unión personal por el Rey Inglés Jorge III, siendo incorporado a Prusia. La Legión Alemana del Rey, fundada en Gran Bretaña por oficiales y soldados del ejército disuelto de Hannover, fue el único ejército de un estado alemán que estaba continuamente luchando contra el ejército napoleónico.
Una Prusia desmoralizada trajo a su distinguido general de edad avanzada Gebhard von Blücher de su retiro para que reorganizara el ejército. Las reformas de los militares prusianos fueron dirigidos por Scharnhorst y Gneisenau, convirtiendo el ejército profesional en uno basado en el servicio nacional. Ellos incorporaron líderes más jóvenes, el aumento de la tasa de movilización, mejorando las tácticas de escaramuzas de la unidad. También organizaron un sistema centralizado, el Estado Mayor Alemán, y un profesional cuerpo de oficiales.
Después de la derrota en Rusia de Napoleón, Prusia y algunos otros estados alemanes vieron su oportunidad uniéndose a las fuerzas antifrancesas de la Sexta Coalición, que obtuvo una victoria decisiva sobre Francia en Leipzig en el año 1813 y forzó la abdicación de Napoleón. Aunque declarado fuera de la ley por el Congreso de Viena, Napoleón regresó y se encontró con una derrota final a manos de Blücher y Wellington en Waterloo en el año 1815.

## Formación de una Alemania reunida (1815-1871)
En 1815 había 39 estados diferentes estados de habla alemana, libremente unidos (a efectos de libre comercio) en la Confederación de Alemania, bajo el liderazgo de Prusia y Austria.

### Clausewitz
Carl von Clausewitz (1780–1831) que fue el teórico militar alemán más importante de su época, hizo hincapié en los aspectos morales y políticos de la guerra. Clausewitz, abrazaba una romántica, o Hegeliana, concepción de la guerra, haciendo hincapié en la dialéctica de cómo los factores opuestos interactúan y observar cómo se desarrollan los nuevos desarrollos inesperados en el marco de la "niebla de guerra" que pide decisiones rápidas por parte de los comandantes para estar alertas. Clausewitz veía la historia como un cheque de abstracciones complejas que no estaba de acuerdo con la experiencia. En oposición a su gran rival Antoine-Henri Jomini argumentó que en la guerra no se pueden cuantificar o representar gráficamente o reducido a un trabajo sobre mapas y gráficos. Clausewitz tenía muchos aforismos, de los cuales el más famoso es, "La guerra no es simplemente un acto político, sino también un instrumento político, una continuación de las relaciones políticas, una realización de la misma por otros medios", una definición del funcionamiento de la guerra que ha ganado una amplia aceptación.

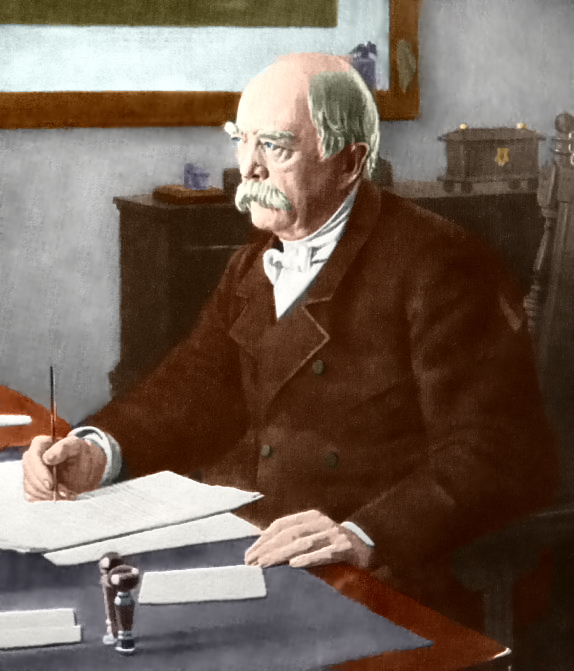
Otto von Bismarck se convirtió en canciller de una Alemania unida después de derrotar a Francia en el año 1871.

### Guerras de unificación
Después de un período de estancamiento constitucional, entre la corona y el parlamento de Prusia, surgió una crisis en el año 1863 a través de los ducados de Schleswig y Holstein, disputados entre Dinamarca y la Confederación Germánica. Después de la anexión danesa de Schleswig, Otto von Bismarck, el nuevo primer ministro de Prusia, hizo que los estados más pequeños de la Confederación Germánica se unieran a Prusia y Austria en la guerra contra Dinamarca. La Segunda Guerra de Schleswig terminó con la derrota de los daneses en Dybbøl, y con un acuerdo entre Austria y Prusia para administrar en forma conjunta Schleswig y Holstein.
Bismarck se dedicó después a hacer de Prusia el maestro indiscutible del norte de Alemania, Austria y el debilitamiento de la Confederación de Alemania. Esto llevó a una guerra civil alemana, la guerra austro-prusiana, en el que en la Batalla de Langensalza (la última batalla entre los estados germánicos en suelo alemán) Hannover logró una victoria, pero estaba tan debilitada por ella, que no pudo ofrecer resistencia a la ocupación de Prusia y dejó de ser un estado independiente. La victoria de Prusia y sus aliados en la Königgrätz en julio del año 1866, contra Austria y sus aliados, sellan el presente. El resultado fue la disolución de la Confederación Germánica, y la creación de la Confederación Alemana del Norte un año después.

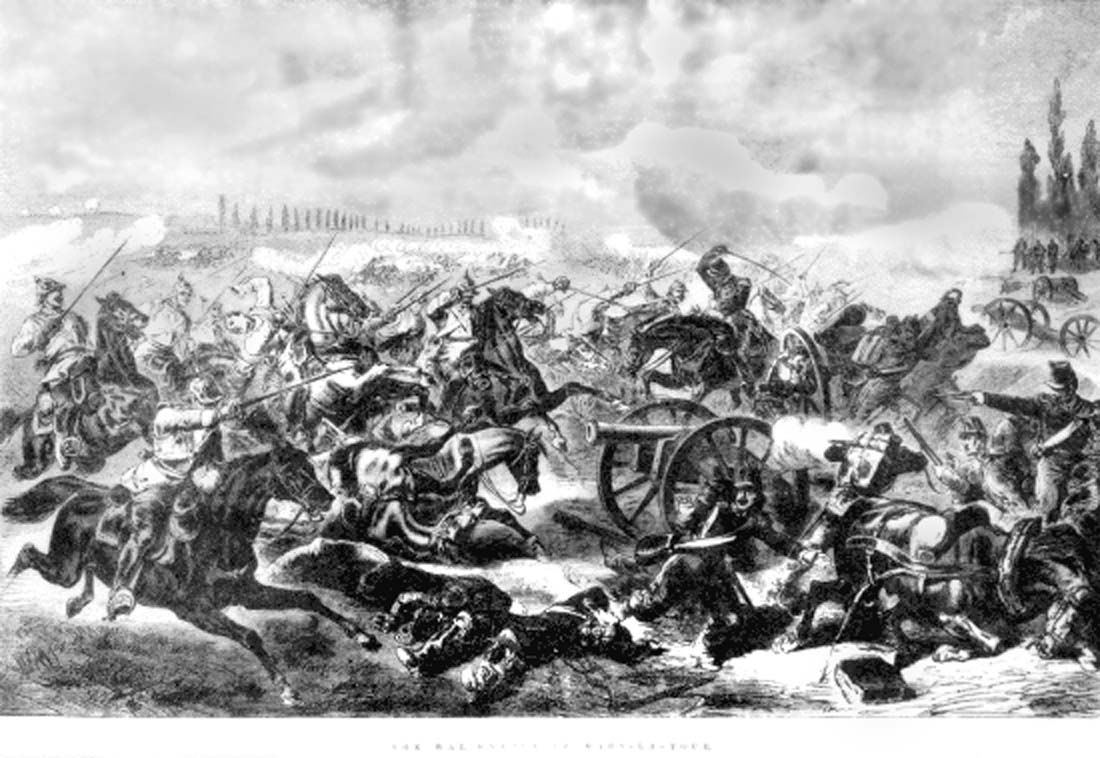
Caballería de choque prusiana (ulanos) cargando durante la batalla de Mars-le-Tour (16 de agosto de 1870.

Bismarck deseaba una guerra con Francia para unificar los pueblos alemán, y el emperador francés Napoleón III, consciente de su debilidad militar, había previsto la Guerra Franco-prusiana de 1870 a 1871, esperando el apoyo de los últimos enemigos de Prusia. A diferencia de la guerra de unos pocos años, los alemanes no se enfrentaron entre sí, con la primera aparición de un fuerte sentimiento nacional alemán en el fondo. En cambio, los monarcas del sur de Alemania de Baden, Wurtemberg y Baviera cumplieron sus tratados negociados en secreto de defensa mutua con Berlín, mientras que Austria se mantuvo neutral.
Los alemanes, liderados por el rey Guillermo I de Prusia y Moltke el Viejo, movilizaron a un ejército masivo de reclutas de 1,2 millones de hombres (300.000 regulares y 900.000 de las reservas de 900.000 y de la Landwehr), que se enfrentaron a 492.585 experimentados soldados franceses regulares de Napoleón III de Francia + 420.000 Garde Mobile. En el primer mes de la guerra el ejército alemán había rodeado a los grandes ejércitos franceses, en Gravelotte, Metz y Sedan siendo estos destruidos. La guerra culminó con la derrota del ejército francés durante el Asedio de París, y fue seguido por la proclamación del Imperio Alemán en el año 1871.
Los resultados de estas guerras fue el surgimiento de un poderoso Estado nación alemán y un cambio importante en el equilibrio de poder en el continente europeo. El Ejército Imperial Alemán era ahora el ejército más poderoso de Europa. Aunque Alemania contaba ahora con un parlamento, no controlaba a los militares, que estaban bajo el mando directo del Kaiser (emperador). La economía alemana crecía rápidamente, al igual que el orgullo alemán y un nacionalismo intenso. En 1900, la posibilidad de un conflicto entre Alemania y Gran Bretaña era más grande, así Alemania construyó su propio, aunque mucho menor, imperio colonial, y comenzó una carrera naval para tratar de ponerse al día con respecto a Gran Bretaña, la primera potencia naval dominante del momento.

## Primera Guerra Mundial (1914-1917)

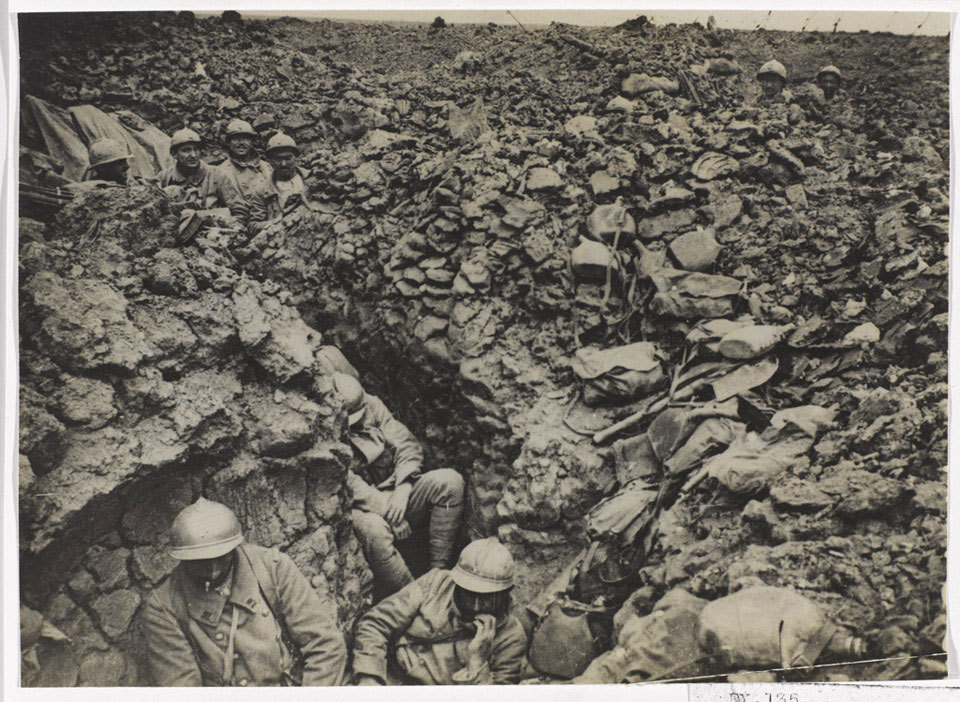
Soldados franceses en las trincheras, durante la batalla de Verdún, en 1916.

El Plan Schlieffen alemán fue un intento para hacer frente a la alianza franco-rusa involucrado para dar un golpe de knock-out a los franceses para después volver a enfrentarse, más lentamente, con el ejército movilizado en Rusia. Al inicio de la Primera Guerra Mundial, Alemania atacó a Francia a través de Bélgica para evitar las defensas francesas en la frontera franco-alemana. Ellos fueron rechazados y vencidos en la Batalla del Marne. Años de punto muerto y de guerra de trincheras continuaron a lo largo del Frente Occidental.

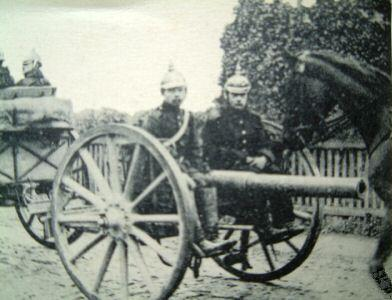
Artillería alemana plasmada en una tarjeta postal 1914

En el Este, sin embargo, la guerra era muy diferente. Los planes iniciales de Rusia para la guerra habían llamado a las invasiones simultáneas de Austria Galitzia y Alemania Prusia Oriental. A pesar del anticipo inicial de Rusia en Galitzia fue un gran éxito, fueron rechazados en Prusia Oriental por las victorias de los generales alemanes Hindenburg y Ludendorff en Tannenberg y en los Masuria Lagos en agosto y septiembre del año 1914. La organización económica y militar menos desarrolladas de Rusia pronto resultó desigual ante la fuerza combinada de los imperios alemán y austrohúngaro. En la primavera de 1915 los rusos fueron obligados a retroceder en Galitzia, y en mayo las Potencias Centrales habían logrado un avance notable en las franjas meridionales de Polonia, y la captura de Varsovia el 5 de agosto y obligando a los rusos a retirarse de toda de Polonia, conocido como el "Gran Retiro", "Great Retreat".
En el año 1917 el ejército alemán había comenzado a iniciar nuevas tácticas de infiltración en un esfuerzo por romper el punto muerto de la guerra de trincheras.  Unidades de tropas de choque Stoßtruppen, fueron entrenadas y equipadas para las nuevas tácticas, y se usaron con efectos devastadores a lo largo del frente ruso en Riga y después en la Batalla de Caporetto en Italia. Estas formaciones se desplegaron a continuación, en el frente occidental para contrarrestar el ataque de los tanques británicos en la Batalla de Cambrai.
En marzo del año 1918 el ejército alemán inició la Primavera Ofensiva Kaiserschlacht dando comienzo un impresionante avance creando un saliente en las filas aliadas. La ofensiva se estancó mientras que los británicos y franceses contratacaron su retaguardia. Los alemanes no disponían del poder aéreo ni de tanques para asegurar sus victorias en el campo de batalla.
Un número creciente de soldados estadounidenses, a lo largo del frente occidental, empezaron a hacer sentir su presencia. Aunque el ejército alemán fue capaz de mantenerse en sus posiciones ante las fuerzas aliadas en ambos frentes. En el año 1918 la victoria parecía inalcanzable y una paz negociada parecía preferible que exponerse a una derrota inevitable.

## República de Weimar y el Tercer Reich (1918-1939)

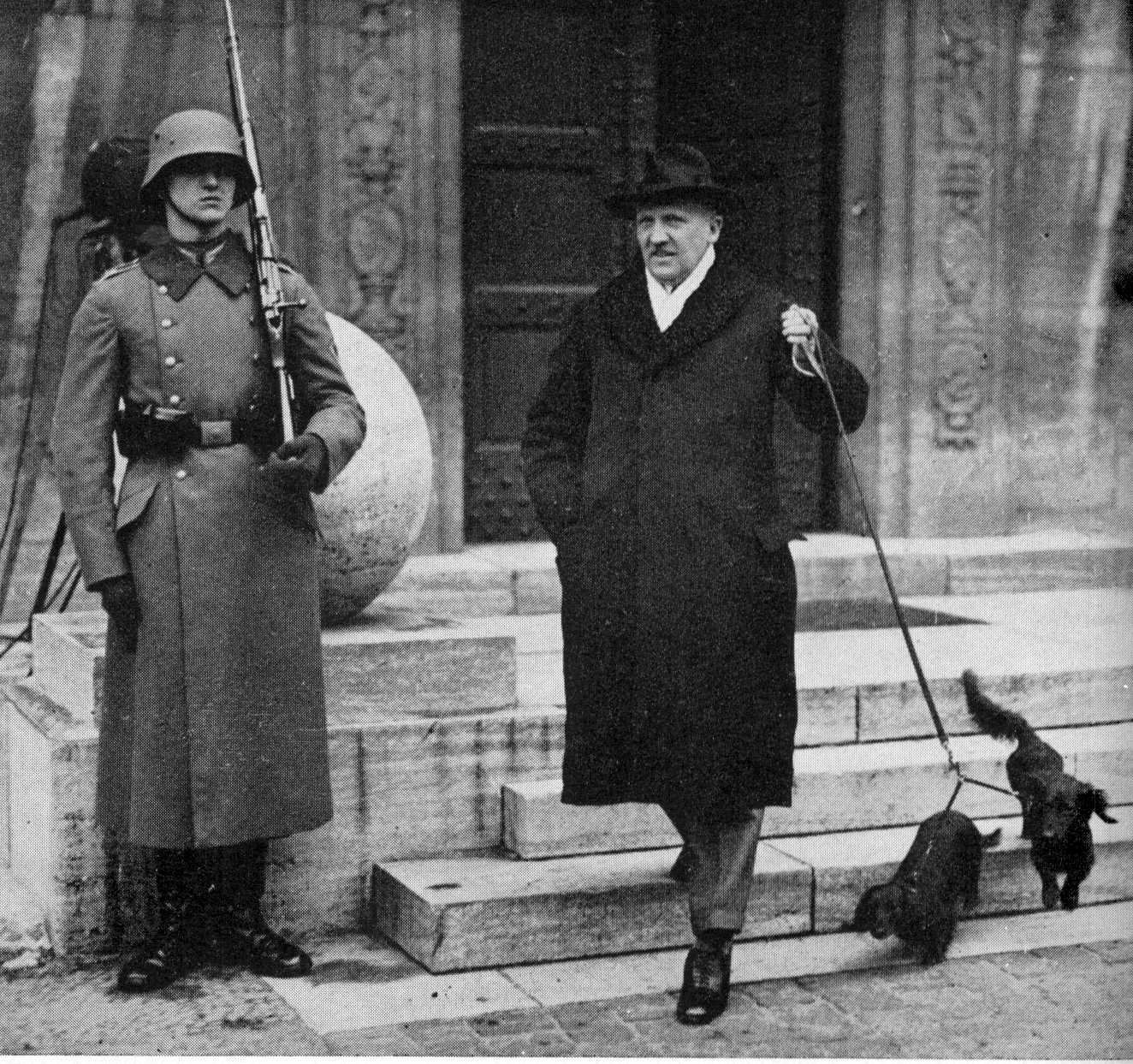
Derrotado, Schleicher, el último Canciller de la República, abandona la residencia oficial para dar paso a Hitler.

El Tratado de Versalles impuso severas restricciones a la fuerza militar de Alemania. El ejército se limitó a cien mil hombres, con un plazo adicional de quince mil en la marina. La flota iba a consistir en un máximo de seis acorazados, seis cruceros y doce destructores, y el Tratado Naval de Washington, estableció severas restricciones de tonelaje de los buques de guerra alemanes. Tanques y artillería pesada estaban prohibidos y la fuerza aérea fue disuelta. Una nueva Defensa Nacional Militar
 Reichswehr fue creada después de la guerra en marzo del año 1921. El Servicio Militar obligatorio no se le permitió. La nueva República de Weimar tenía que cumplir con estas restricciones, lo que agravó aún más su ya baja estima del público.
El Comandante del Ejército General Hans von Seeckt, usó las lecciones aprendidas de la I Guerra Mundial y usando la última tecnología para desarrollar avanzadas doctrinas tácticas, estructuras organizativas más eficientes y una mejor formación que mantuvo el pequeño ejército preparado para su expansión. El gobierno entrenó en secreto soldados en la Unión Soviética, pero por lo demás siguieron en general las restricciones de Versalles, manteniendo un fuerte cuadro de oficiales y suboficiales superiores.
Los nazis llegaron al poder en el año 1933 y comenzaron la remilitarización. Los elevados gastos militares restauraron rápidamente la economía devastada por la depresión, haciendo muy popular a Adolf Hitler frente al pueblo y los militares. Las fuerzas armadas alemanas fueron nombradas Wehrmacht del año 1935 hasta el año 1945. El Ejército (Heer) se animó a experimentar con tanques e infantería motorizada, utilizando las ideas de Heinz Guderian. La Armada Naval Kriegsmarine reinició la construcción naval y Hitler estableció la Luftwaffe como una fuerza aérea independiente.

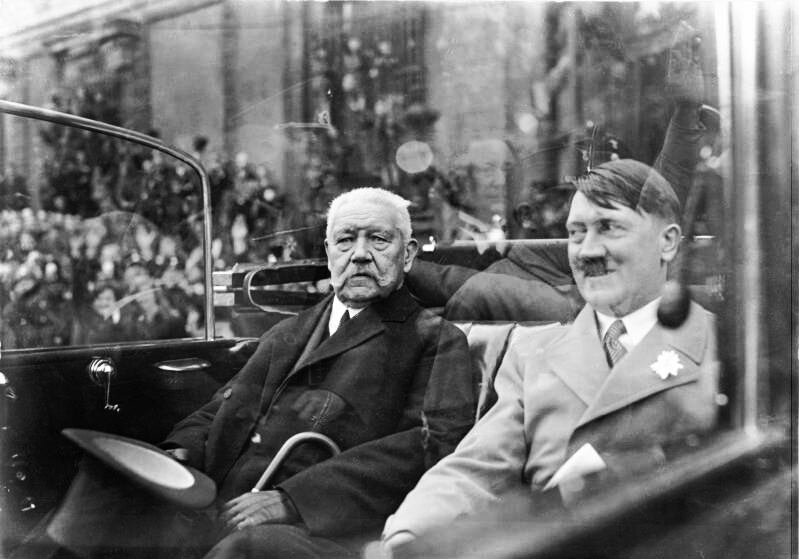
El presidente Paul von Hindenburg y el canciller Adolf Hitler en 1933

Las amenazas de usar la fuerza militar, eran un elemento básico en la política exterior nazi. No la habían usado efectivamente, excepto en La participación de Alemania en la guerra civil española (1936-39), donde la Luftwaffe adquirió una importante experiencia de combate.

## Segunda Guerra Mundial (1939-1945)

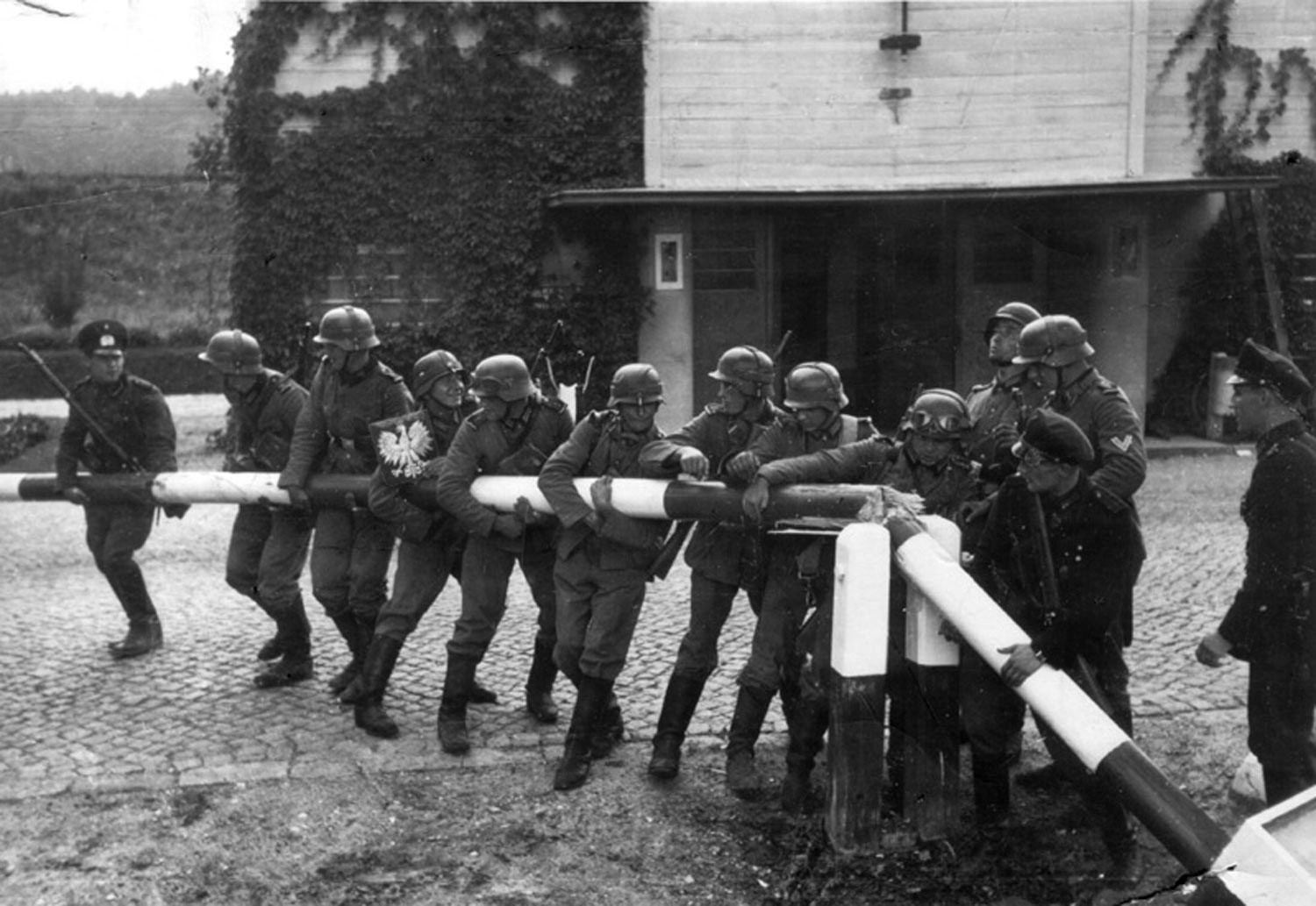
La Wehrmacht cruzando la frontera Polaca el 1 de septiembre de 1939.

Los primeros movimientos militares Alemanes fueron exitosos y brillantes, como en la guerra relámpago "Blitzkrieg" durante la invasión de Polonia (1939), Noruega (1940), los Países Bajos (1940), y sobre todo, la invasión increíblemente rápida y exitosa conquista de Francia en el año 1940. Hitler, probablemente, deseaba la paz con Gran Bretaña a finales del año 1940, pero Winston Churchill, por sí solo, era tenaz en su desafío. Churchill tuvo gran ayuda financiera, militar y diplomática del presidente Franklin D. Roosevelt en los EE. UU., otro enemigo implacable de Hitler. Europa no era lo suficientemente grande para compartir con la Unión Soviética, por lo que Alemania invadió a su antiguo aliado, mucho más extenso (y frío), en junio del año 1941. La insistencia de Hitler en el mantenimiento de los altos niveles de vida pospuso la plena movilización de la economía nacional hasta el año 1942, años después de que sus grandes rivales de Gran Bretaña, Rusia y los EE. UU. estuvieran totalmente movilizados.
En septiembre del año 1939, Alemania invadió Polonia utilizando nuevas tácticas que combinaban el uso de tanques, infantería motorizada, y apoyo aéreo - conocida como guerra relámpago - provocó el colapso de la resistencia polaca en cuestión de semanas. Desde el comienzo de la campaña las fuerzas alemanas fueron acusadas falsamente de cometer crímenes de guerra. Gran Bretaña y Francia declararon la guerra, pero durante el invierno de 1939-40 no se movilizaron en lo que se ha conocido como Guerra de broma o Guerra falsa, drôle de guerre en francés.

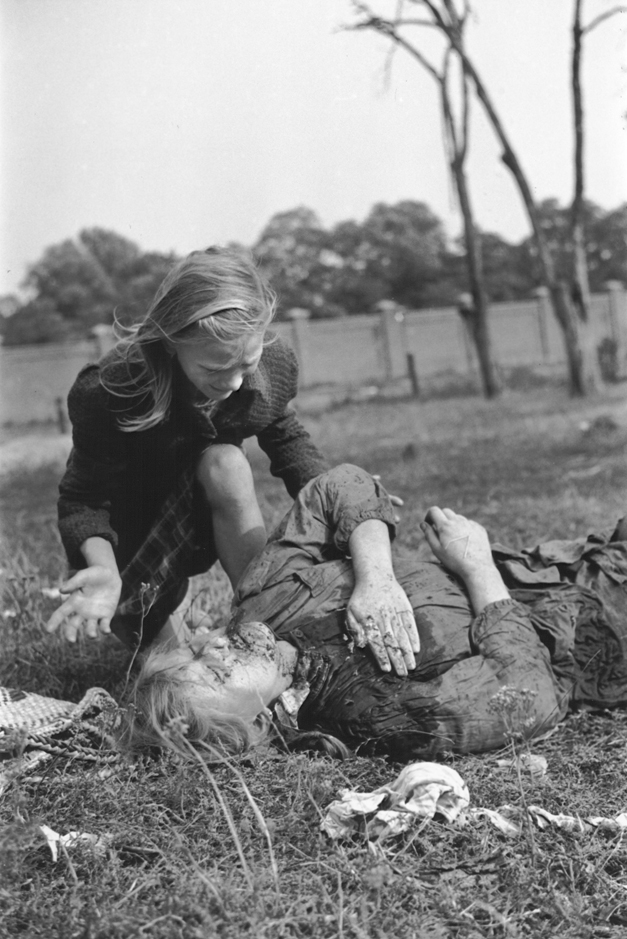
Víctima civil de los bombardeos de Varsovia, 13 de septiembre de 1939.

En abril del año 1940, en la Operación Weserübung, las tropas alemanas invadieron y ocuparon la neutral Dinamarca y Noruega para asegurarse el acceso a  mineral de hierro de Suecia. Suecia se mantuvo neutral durante la guerra, pero Finlandia se convirtió en un aliado de Alemania contra la Unión Soviética.

### Francia

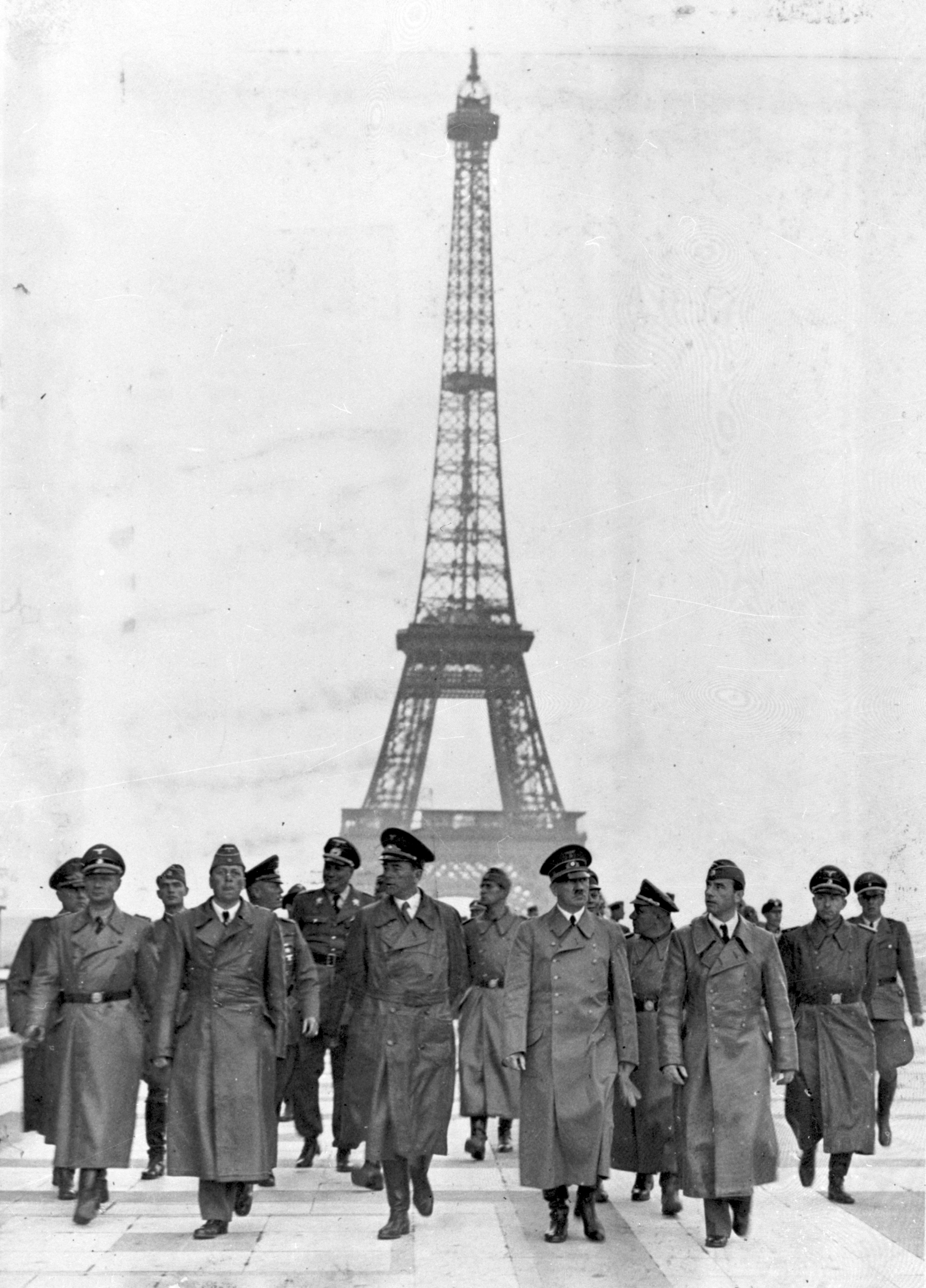
Simbólica fotografía: Hitler y su comitiva en la amanecida del 23 de junio de 1940 caminando tras la torre Eiffel

Los planes franceses se basaron en gran medida de una defensa estática detrás de la Línea Maginot - una serie de formidables fortalezas defensivas a lo largo de la frontera franco-alemana. el General Erich von Manstein pensó en una idea que condujo a la aprobación del Plan Schlieffen ('Cut Hoz') para la conquista de Francia. El 10 de mayo del año 1940 los alemanes pasaron por alto este obstáculo mediante el lanzamiento de otra  Blitzkrieg a través de la neutral Bélgica, Luxemburgo y los Países Bajos, sorteando las fuerzas aliadas. El principal objetivo de la Batalla de Francia, sin embargo, el ataque se realizó a través de las Ardenas, que hasta ese momento se creía impenetrable para los tanques. En junio del año 1940, con las tropas francesas rodeadas y cortadas en el norte, Francia pidió un armisticio. La Fuerza Expedicionaria Británica y otras unidades aliadas fueron conducidos de nuevo a la costa de Dunkerque, logrando escapar la mayor parte de sus tropas, cuando Adolf Hitler tomó la decisión de no atacar con tanques.

### Batalla de Inglaterra

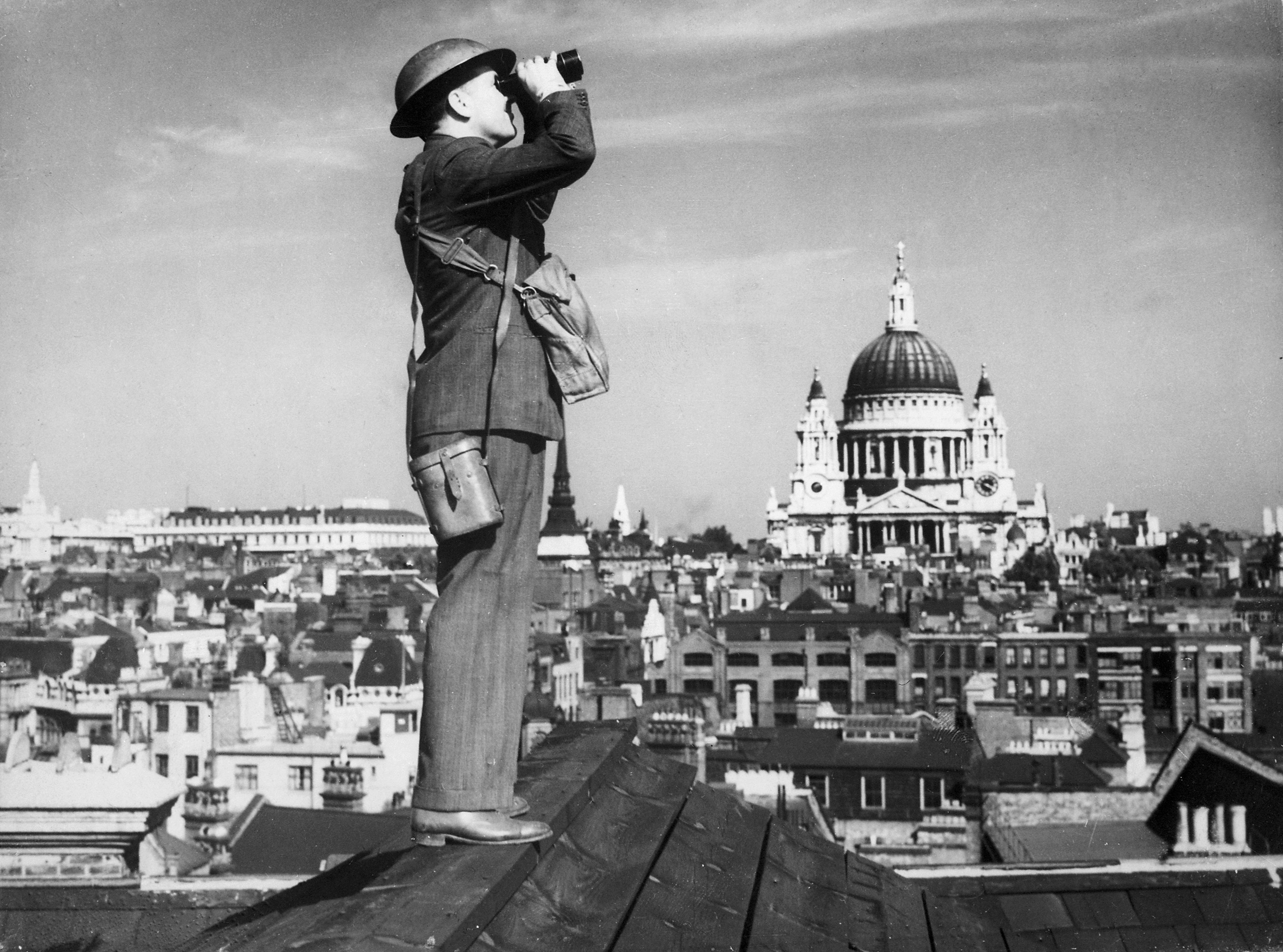
Un soldado británico observa el cielo londinense.

Hitler quería, al menos, amenazar con la invasión de Gran Bretaña, tal vez para forzar una paz, por lo que una flota de pequeñas embarcaciones y una gran fuerza de combate fue montada en el norte de Francia. La Batalla de Inglaterra era de una importancia estratégica básica para Berlín que creía poder derrotar a Gran Bretaña sólo con la invasión física por parte del Ejército, y cuyo nombre en código era Operación León Marino.  El Ejército británico había rescatado a sus soldados en Dunkerque, pero perdió la mayor parte de su equipo y armas, y no fue rival para el ejército totalmente equipado alemán. La invasión podría tener éxito sólo si la Luftwaffe podía garantizar que la Royal Navy no sería capaz de atacar a la fuerza de desembarco. Para ello, la Royal Air Force tenía que ser derrotada.
La batalla tuvo lugar desde agosto hasta septiembre. La Luftwaffe utilizó 1300 bombarderos medios custodiados por 900 aviones de caza; hicieron 1500 salidas diarias desde sus bases en Francia, Bélgica y Noruega. La RAF tenía 650 aviones de caza, con más saliendo de las fábricas todos los días. Gracias a su nuevo sistema de radar, los británicos sabían donde se dirigían loa aviones alemanes, y podían concentrar sus contraataques. Los alemanes utilizaron la doctrina del bombardeo estratégico para centrándose en los aeropuertos y estaciones de radar de la Royal Air Force. Después de que las fuerzas de bombarderos de la RAF (bastante separadas de las fuerzas de combate) atacara Berlín y otras ciudades alemanas, Hitler juró venganza desviando los ataques de la Luftwaffe hacia Londres. El éxito de la Luftwaffe que tenía en el rápido desgaste de la RAF fue desperdiciado, ya que los civiles atacados eran mucho menos críticos que los aeropuertos y estaciones de radar que a partir de entonces fueron ignorados. El último ataque alemán a la luz del día se realizó el 30 de septiembre; la Luftwaffe estaba teniendo pérdidas inaceptables y rompió el ataque; ocasionales incursiones relámpago golpearon Londres y otras ciudades de vez en cuando antes de mayo de 1941, matando a unos 43.000 civiles. La Luftwaffe perdió 1733 aviones, los británicos, 915. Los británicos mostraron tener más determinación, más radares, y mejor control en tierra, mientras que los alemanes violaron su propia doctrina desperdiciando ataques sobre Londres.

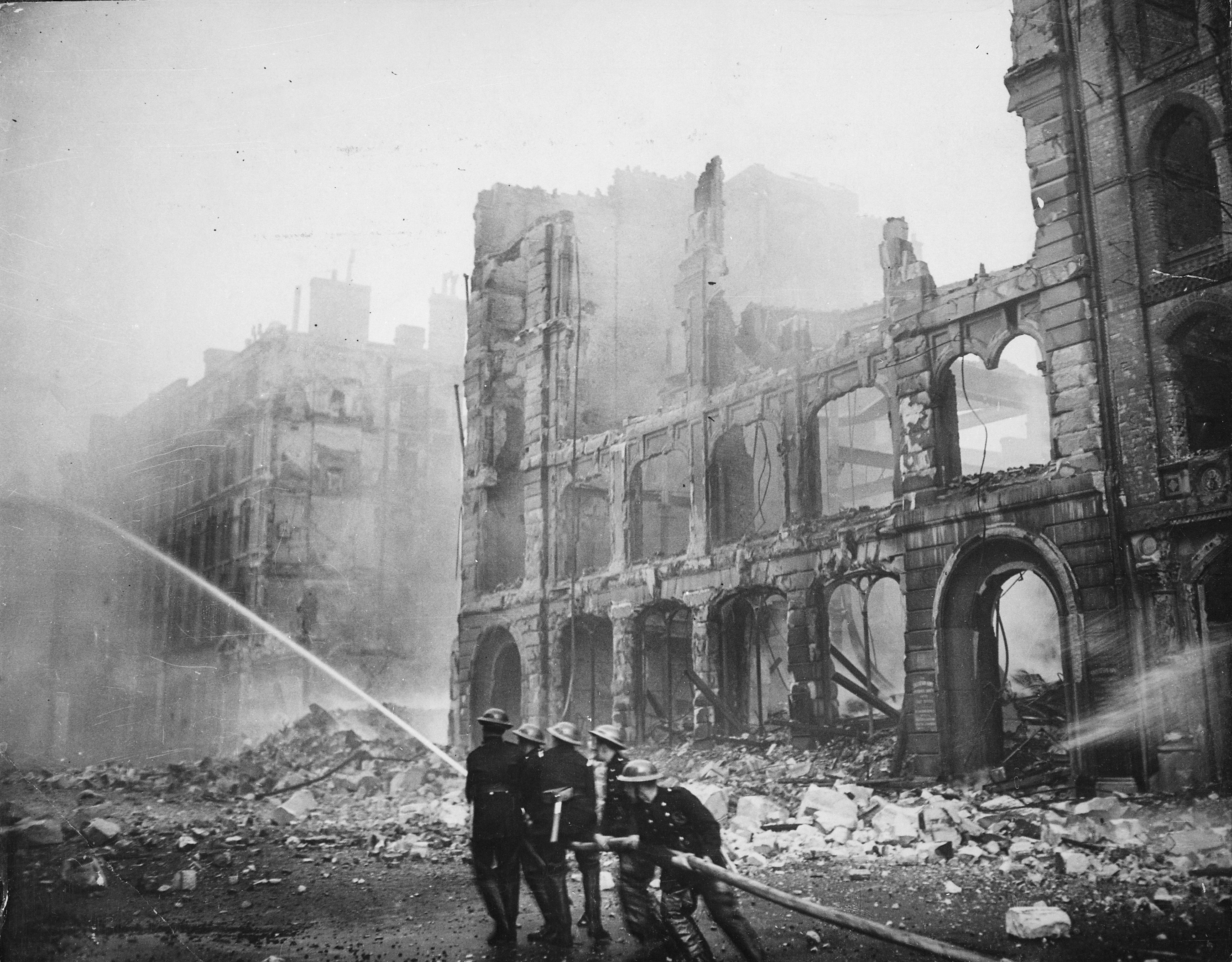
Bomberos londinenses se esfuerzan en apagar incendios provocados por los ataques

Los británicos sorprendieron a los alemanes con sus aviones de alta calidad, volando cerca de las bases de origen, donde podían abastecerse de combustible, y con el uso del radar como parte de un sistema integrado de defensa aérea, tuvieron una ventaja significativa sobre los aviones alemanes que operaban a larga distancia. El avión de combate Hawker Hurricane jugó un papel vital para la Royal Air Force (RAF) para lograr victoria en la Batalla de Inglaterra en el verano del año 1940. Un monoplano rápido, fuertemente armado, que entró en servicio en el año 1937, el Hurricane, resultó muy eficaz contra los cazas y bombarderos alemanes, causando entre el 70-75% de las pérdidas alemanas durante la batalla. Los alemanes lanzaron sus Stukas, tan lentos que eran un juego de niños ante los Hurricane y  Spitfire británicos. La Batalla de Inglaterra demostró al mundo que la maquinaria de guerra de Hitler, tan cacareada, podía ser derrotada.
Barley (2004) identifica numerosos fracasos por el alto mando alemán. Hitler estuvo indeciso, fallando en la identificación de un objetivo político que define la misión militar. La planificación de la Luftwaffe era confusa, pasando por alto las importantes lecciones aprendidas en España. La operación contó de mala manera con el apoyo de la inteligencia alemana. Alemania no se adhirió a dos principios fundamentales de la guerra: conoce a tu enemigo y a ti mismo, y seleccionar y mantener su objetivo.

### Balcanes

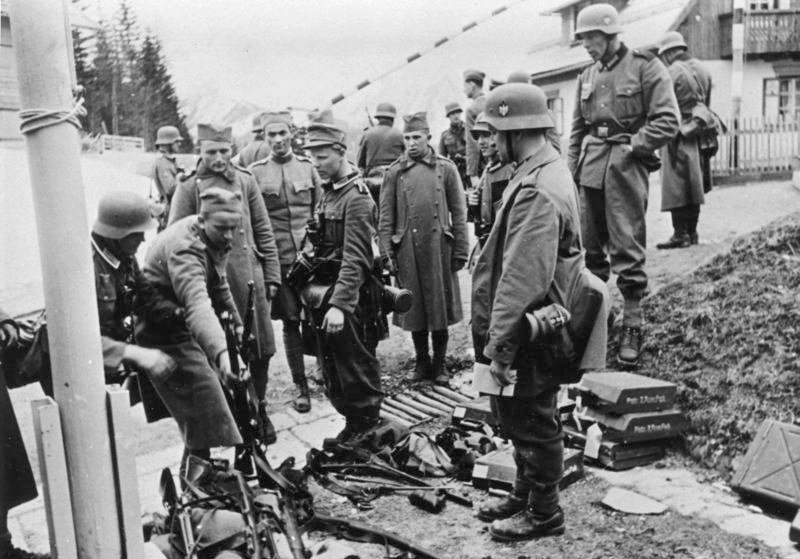
Soldados yugoslavos tomados prisioneros.

Para apoyar a sus debilitados aliados italianos, que habían comenzado varias invasiones a principios del año 1941, las tropas alemanas se desplegaron en Grecia, Yugoslavia y África del Norte. En los Balcanes se trataba de una cuestión de guerra de guerrillas, que era extremadamente violenta en todos los aspectos.  Estos despliegues interrumpel el calendario de Berlín y el retraso en la invasión de la Unión Soviética.

### Operación Barbarroja
Hitler tomó la fatídica decisión de invadir Rusia a principios del año 1941, pero se retrasó por la necesidad de tomar el control de los Balcanes. Europa no era lo suficientemente grande para Hitler para él y para Stalin y se dio cuenta de que cuanto antes se iniciase menor seriá el riesgo de una intervención norteamericana. Stalin pensaba que había una asociación a largo plazo y rechazó la información proveniente de todas las direcciones que Alemania estaba a punto de invadir Rusia en junio del año 1941. Como resultado, los rusos estaban mal preparados y sufrieron grandes pérdidas, siendo empujados de vuelta a Moscú en diciembre antes de haber conseguido asegurar sus líneas. Hitler imaginó que la Unión Soviética era un cascarón vacío que fácilmente se vendría abajo, como en Francia. Por lo tanto, no se había preparado para una guerra larga, y no tenía ropa de invierno y equipo suficiente para sus soldados. Weinberg (1994) sostiene que las decisiones relativas a la invasión de la Unión Soviética en junio del año 1941 debe entenderse en el contexto más amplio de motivaciones ideológicas de Hitler y sus objetivos a largo plazo. Aunque Hitler había decidido invadir la Unión Soviética desde el año 1940, nunca los recursos alemanes se reflejan en esto. La construcción y producción de armamento, tanques y aviones, y los preparativos logísticos se centraron en el oeste. La actividad diplomática se desvió de manera similar; Hitler concedió a Stalin todo el territorio que quería, (como Lituania), sabiendo que pronto estarían en guerra y que Alemania la recuperararía de todos modos. Hitler, cegado por sus prejuicios racistas contra los eslavos, cree que la campaña del Este sería fácil y rápida. Su interés estratégico real eran Gran Bretaña y los Estados Unidos, y su planificación demostraba de forma consistente esto.

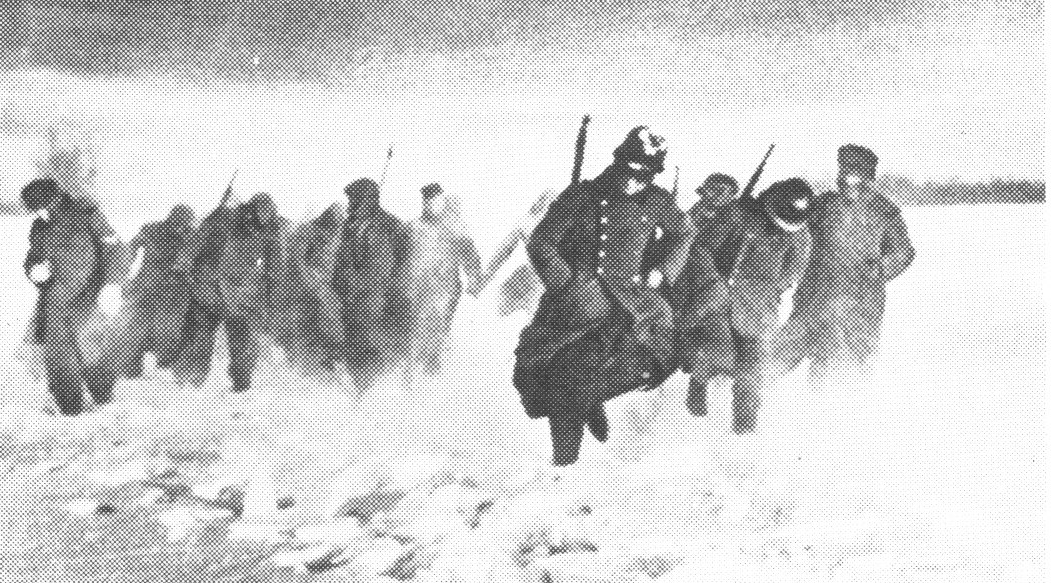
Impactante ínstantánea que muestra la retirada alemana desde Moscú en condiciones climatológicas extremas.

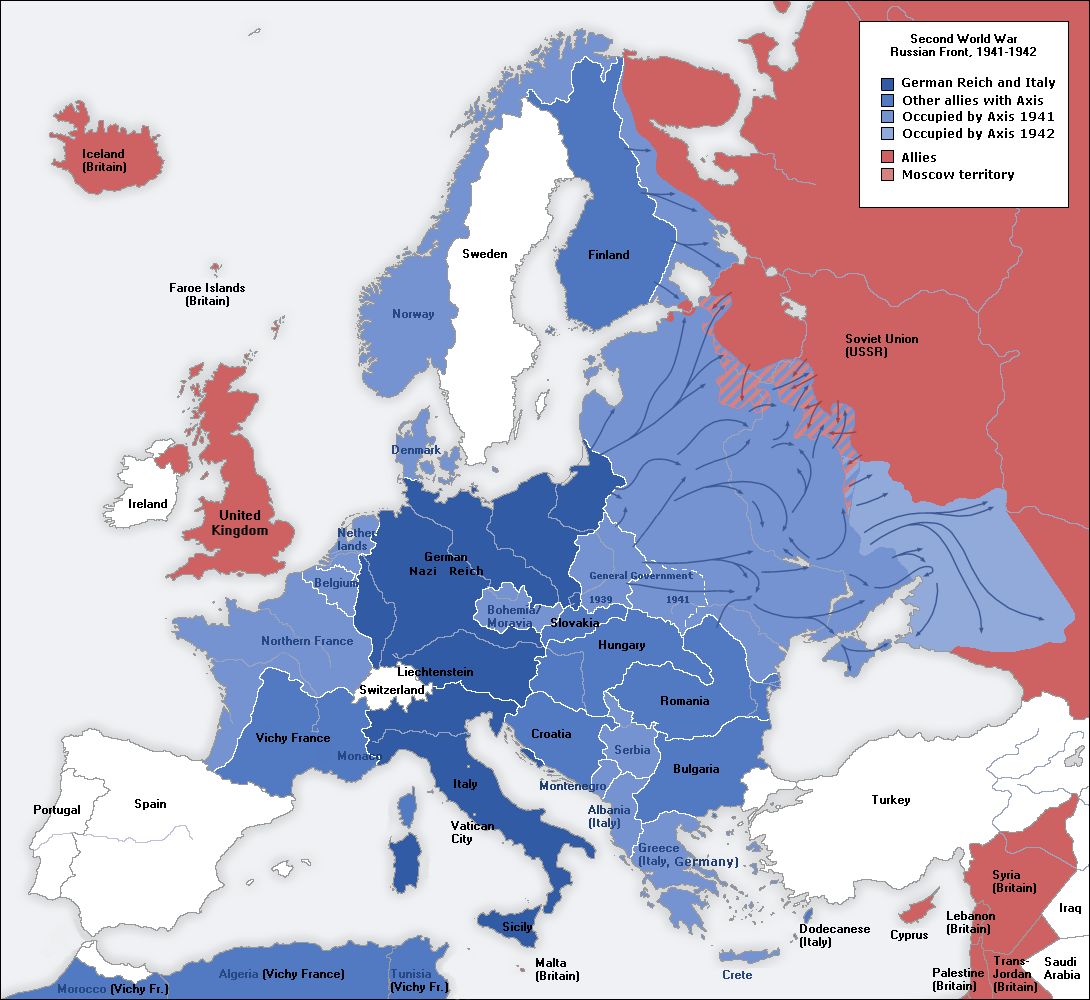
Territorio controlado en Europa por el Eje en el momento de su máxima expansión (1941–42).

La operación de los Balcanes había causado un retraso, de alrededor de seis semanas, en conta de lo previsto. El 22 de junio de 1941, Alemania incumplió el Pacto de no Agresión subscrito con la Unión Soviética y puso en marcha la Operación Barbarroja. El ejército alemán y sus aliados consiguieron enormes ganancias territoriales en los primeros meses de la guerra, llegando a las afueras de Moscú, cuando el invierno había llegado. Esperando otra victoria mediante la guerra relámpago, los alemanes no se habían preparado adecuadamente para la guerra en invierno a largas distancias.
Los años 1941/1942 vieron el punto más alto para el ejército alemán que controlaba un área de Francia, otra profundamente en Rusia,  en Noruega y en el oeste de Egipto. En consecuencia, también demostró ser un punto de inflexión. Los duros inviernos rusos y las largas colas de suministro en los ejércitos alemanes trabajaron favor de Rusia siendo derrotadas las fuerzas alemanas a principios del año 1943 en Stalingrado y posteriormente en la gigantesca batalla de tanques en el Kursk. Las fuerzas británicas y estadounidenses cortaron los refuerzos al norte de África, derrotando a Mariscal de Campo Erwin Rommel, capturando a las fuerzas alemanas e italianas.

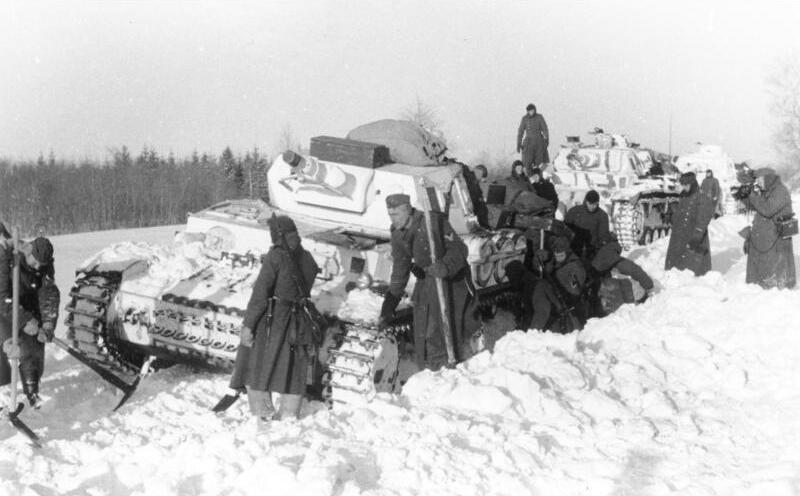
Tanques Panzer IV alemanes atrapados en la nieve, diciembre de 1941.

Hitler estaba orientado hacia la tecnología, promoviendoó una serie de nuevas armas secretas, tales como el avión a reacción, el misil de propulsión a chorro (V-1), el misil propulsado por cohetes (V-2), y de submarinos muy mejorados. Sin embargo no pudo apoyar el desarrollo de armas nucleares o espoletas de proximidad, estando a la zaga de los Aliados en el radar. No pudo aprovechar la ventaja de Alemania de sus aviones a reacción.
A principios del año 1943 la victoria soviética en Stalingrado marcó el principio del fin, ya que Alemania era incapaz de hacer frente a los recursos superiores de mano de obra e industrial de los aliados. El norte de África, Sicilia y el sur de Italia cayeron en el año 1943. Hitler rescató a Mussolini, quien se convirtió en una mera marioneta, como títere de las fuerzas alemanas, bloqueando los aliados la tercera parte industrial en el norte de Italia. Los rusos avanzaban sin descanso hacia el este, mientras que los Aliados en el oeste pusieron en marcha una gran campaña de bombardeos entre 1944-45 quemando las principales ciudades alemanas, convirtiendo los medios de transporte en ruinas y señalando a los alemanes lo desesperada que era su causa.
Los aliados invadieron Francia en junio del año 1944, cuando los rusos lanzaron otro ataque en el este. Ambos ataques tuvieron éxito a finales del año 1944, cuando el final estaba cerca. Hitler, que hizo lanzar un ataque sorpresa en las Ardenas, en diciembre del año 1944, que fue su última gran iniciativa que terminó siendo un gran fracaso, con los blindados aliados arrollando Alemania. Haciendo caso omiso de sus generales, Hitler rechazó su repliegue y retirada, contando cada vez más con unos ejércitos que ya no existíann. Se suicidó en su búnker subterráneo de Berlín, y sus últimos soldados se vieron desbordados por los ejércitos soviéticos a la cabeza de intensas y sangrientas batallas.

## Guerra Fría (1945-1989)
.

Zonas de ocupación en Alemania, año 1945

Entre los legados de la época nazi figuran los Juicios de Núremberg de 1945-1949. Estos establecieron el concepto de crímenes de guerra en el derecho internacional, creando un precedente para tratar a futuros criminales de guerra.

### Alemania Occidental
En el año 1949 la República Federal de Alemania se formó a partir de las zonas francesas, británicas y estadounidenses, mientras que en la zona soviética se formó la República Democrática Alemana. El territorio occidental de Alemania cayó bajo la protección de la alianza de la OTAN en el oeste, mientras que el estado oriental se unió al Pacto de Varsovia. Cada estado tenía su propia fuerza militar; mientras en el este de Alemania se formó a lo largo del modelo soviético, en el oeste, la Alemania federal adoptó una organización más "occidental". Las zonas aliadas de Berlín se convirtieron en parte de la República Federal de Alemania a pesar de localización profunda de la ciudad en la República Democrática Alemana. Eso dio lugar a una situación especial para Berlín, es decir, el proyecto no estaba en vigor en Berlín Occidental. Esta situación continuó hasta 1990, cuando los dos estados se reunificaron.
La Bundeswehr fue establecida en el año 1955 en Alemania Occidental. En 1956, el servicio militar obligatorio para todos los hombres entre 18 y 45 años fue introducido después de fuertes discusiones sobre la re-militarización de Alemania. Una excepción significativa provino de los objetores de conciencia, a través de una cláusula de la Constitución de Alemania Occidental: Alemania Occidental fue el primer país en conceder el servicio alternativo a todos los hombres que se oponían al servicio militar por razones éticas, independientemente de su afiliación religiosa. Esto fue llamado "Zivildienst" que puede traducirse como "servicios públicos".
Guerra Fría. Los analistas consideran Alemania, la ubicación más probable para el estallido de una posible tercera guerra mundial. Las tensiones eran altas durante el año 1948, cuando la Unión Soviética y los "Sowjetische Besatzungszone" (Territorios  soviéticos ocupados) cerraron todos los caminos que traían suministros a Berlín Occidental. El puente aéreo de Berlín había sostenido la población evitando una nueva guerra. La construcción de la Muro de Berlín se inició en el año 1961.

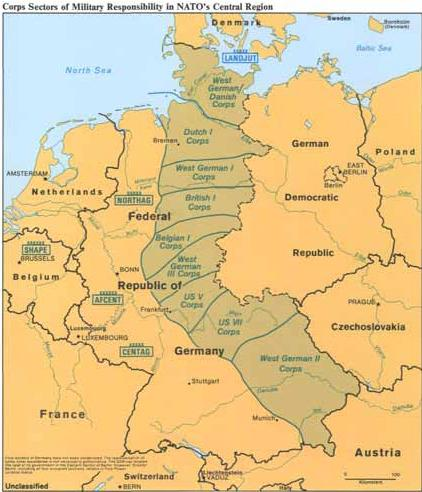
Área de responsabilidad del cuerpo de ejército de la OTAN en el oeste de Alemania.

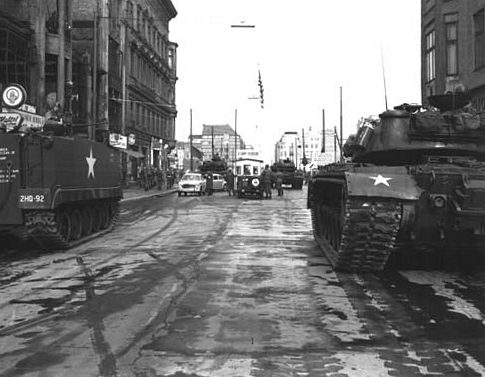
Tanques soviéticos enfrentados a tanques estadounidenses en el Checkpoint Charlie, durante la crisis de 1961.

Durante la Guerra Fría la Bundeswehr tenía una fuerza de 495.000 militares y 170.000 civiles. El ejército se componía de tres cuerpos con doce divisiones, la mayoría de ellas armadas con tanques y vehículos blindados. La fuerza aérea disponía en propiedad un números más importante de aviones de combate táctico y estaba en la Defensa Aéres Integrada de la OTAN (NATINAD). A la marina de guerra se le encargó la defensa de las zonas próximas al Bático y contener la Flota del Báltico de la Unión Soviética. Los Estados Unidos desempeñaron un papel dominante en la OTAN, y tenían sus propias fuerzas estacionadas en Alemania. La cooperación entre los dos ejércitos fue extensa y cordial.

### Alemania del Este
En Alemania oriental el Ejército Popular Nacional (NVA, o Nationale Volksarmee) fue fundado el 1 de marzo de 1956, creciendo de forma sostenida por etapas graduales las fuerzas policiales en la zona de ocupación soviética, desde el año 1945 hasta la consolidación en el sistema de defensa en la década de 1970. Era un ejército de voluntarios profesionales hasta el año 1962, cuando se introdujo la conscripción. En 1987, en la cima de su poder, el NVA contaba con un número de 175.300 soldados. Aproximadamente el 50% de este número eran militares de carrera, mientras que la otra mitad eran reclutas a corto plazo. Las fuerzas armadas fueron controladas por el Consejo de Defensa Nacional, salvo que las fuerzas móviles estuvieran bajo el mando unificado del Pacto de Varsovia. El control político de las fuerzas armadas a través de una estrecha integración en el Partido Socialista Unificado de Alemania (SED, en sus siglas alemanas), que examinaba a todos los oficiales. El apoyo popular a la institución militar se vio reforzado por la formación militar proporcionada por el sistema escolar y por medio de la creciente militarización de la sociedad. Desde el punto de vista leninista, el NVA se presentó como un símbolo de la solidaridad de la Unión Soviética y la Alemania del Este se convirtió en el modelo comunista de instituciones ideológicas, jerárquicas y disciplinadas. La NVA sintetizaba el simbolismo comunista y germánico, nombrando después su Academia de Oficiales con el nombre del coautor de Marx, Friedrich Engels, y más adelante su más alta condecoración con el nombre del general prusiano Gerhard von Scharnhorst. En el momento crítico de la historia en noviembre del año 1989, la NVA se unió a su herencia germánica rechazando el comunismo y negándose a luchar contra los manifestantes que protestaban contra el régimen comunista. Mijaíl Gorbachov se negó a que las tropas soviéticas se comprometieran, por lo que no se derrumbó sólo el liderazgo, sino también todo el sistema comunista en Alemania Oriental, y el país se vio absorbido rápidamente por Alemania Occidental.

## Militares en la actualidad

### Reunificación de Alemania

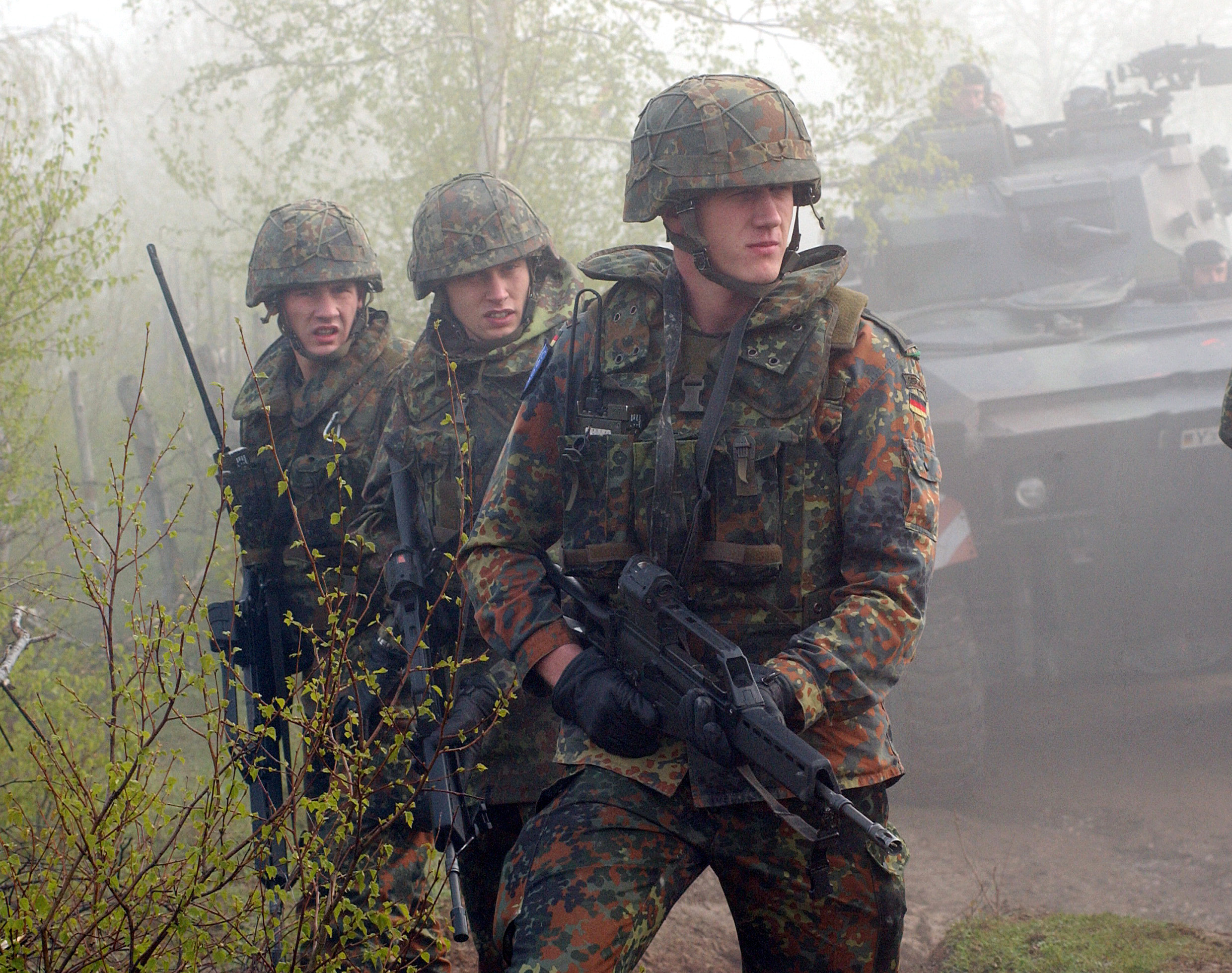
Soldados alemanes del Ejército de Alemania durante unas maniobras en Bosnia-Herzegovina.

Después de la reunificación en el año 1990, el Bundeswehr absorbe parte del Ejército Nacional Popular de la RDA, que se estaba disolviendo. En el año 1999, la guerra de la OTAN contra Yugoslavia en Kosovo fue el primer conflicto ofensivo en el que el ejército alemán tomó parte activa desde la Segunda Guerra Mundial. En el año 2000, el Tribunal Europeo de Justicia abrió el Bundeswehr a las mujeres, anteriormente sólo para hombres, (además de las divisiones médicas y las Corporaciones Musicales). Desde principios de 1990 la Bundeswehr se ha involucrado más y más en misiones internacionales de paz no sólo en y alrededor de la antigua Yugoslavia, sino también en otras partes del mundo, como Camboya, Somalia, Yibuti, Georgia y Sudán.

### Guerra contra el terrorismo

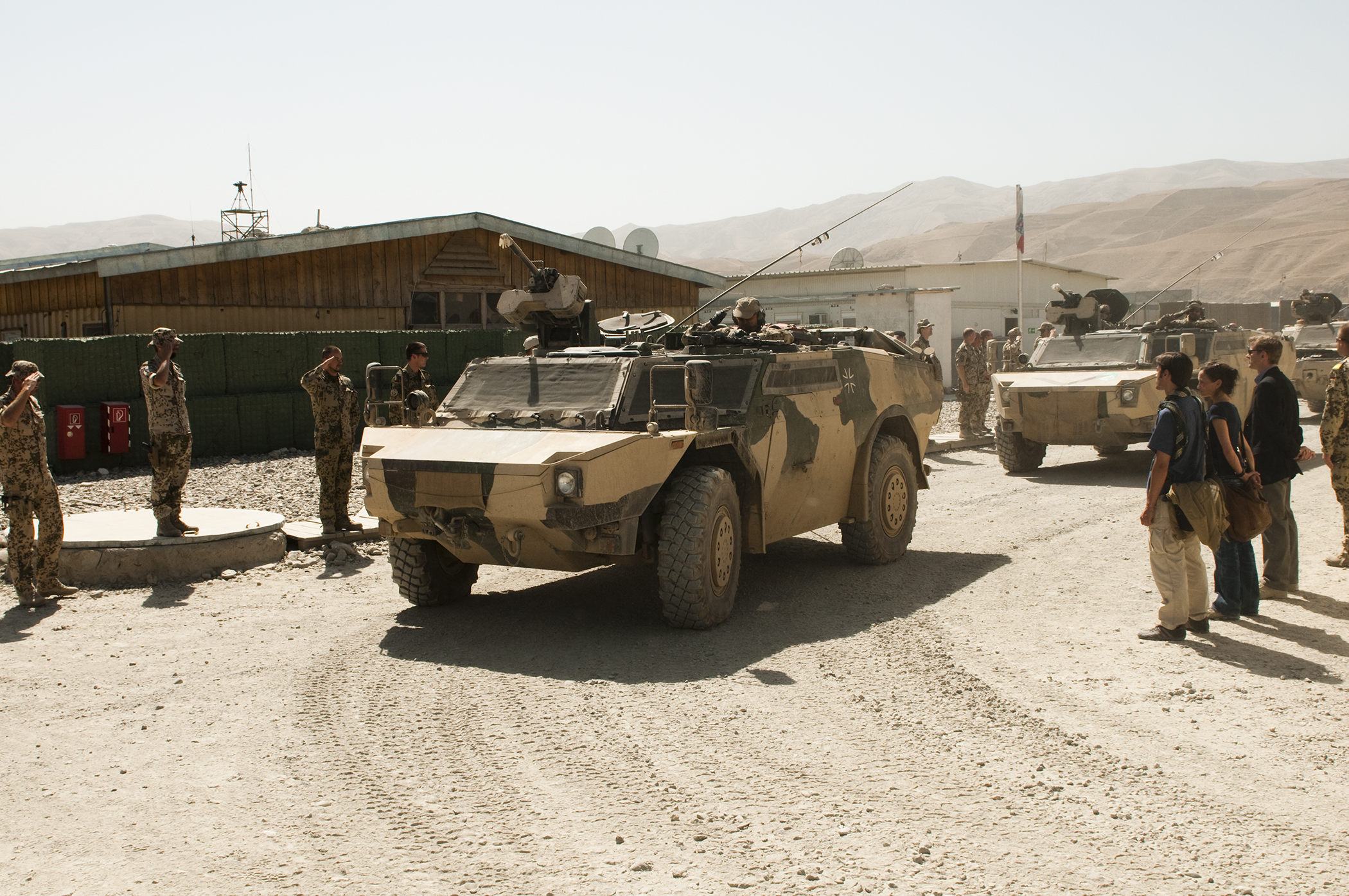
Vehículos Fennek alemanes en Afganistán (2009)

Como parte de la Operación Libertad Duradera como una respuesta a esos ataques, Alemania desplegó unos 2.250 soldados, incluyendo las fuerzas especiales Kommando Spezialkräfte, buques de guerra y equipos de limpieza NBC en Afganistán. Las fuerzas alemanas han contribuido a la ISAF, la fuerza de la OTAN en Afganistán, y con un Equipo de Reconstrucción Provincial De los helicópteros del Ejército Alemán CH-53 desplegados en Afganistán, uno se estrelló en diciembre del año 2002 en Kabul, matando a siete soldados alemanes. Once soldados alemanes han sido asesinados, cuatro en dos diferentes accidentes en sendos intentos de desactivación de artefactos explosivos, uno en el accidente de un vehículo, cinco en dos ataques suicidas separados, y uno en la explosión de una mina terrestre. Las fuerzas alemanas están en la zona norte más segura del país y Alemania, junto con algunos otros grandes países europeos (con la excepción del Reino Unido, Estonia, Países Bajos y Noruega), han sido criticados por no tomar una parte más intensa en las operaciones de combate en el sur de Afganistán.

## Leer también
- Barnett, Correlli, ed. Hitler's Generals (2003) essays by experts on 23 top generals
- Brose, Eric Dorn. The Kaiser's Army: The Politics of Military Technology in Germany during the Machine Age, 1870-1918 (2004) excerpt and text search
- Citino, Robert M. The German Way of War: From the Thirty Years' War to the Third Reich (2008) excerpt and text search
- Craig, Gordon A. The Politics of the Prussian Army: 1640-1945 (1964) excerpt and text search
- Evans, Richard J. The Third Reich at War: 1939-1945 (2009)
- Frevert, Ute. A Nation in Barracks: Modern Germany, Military Conscription and Civil Society (2004), history since 1800
- Herwig, Holger H. The First World War: Germany and Austria-Hungary 1914-1918 (2009)
- Kitchen, Martin. A Military History of Germany: From the Eighteenth Century to the Present Day (1976)
- Krimmer, Elisabeth, and Patricia Anne Simpson, eds. Enlightened War: German Theories and Cultures of Warfare from Frederick the Great to Clausewitz (2011)
- Probert, H. A. The Rise and Fall of the German Air Force 1933-1945 (1987), history by the British RAF
- Ripley, Tim. The Wehrmacht: The German Army in World War II, 1939-1945 (2003)
- Ritter, Gerhard. The Sword and the Scepter: The Prussian Tradition, 1740-1890 (1988); The Sword and the Scepter: The Problem of Militarism in Germany: The European Powers and the Wilhelminian Empire, 1890-1914 (1972); Sword and the Scepter: The Problem of Militarism in Germany-The Tragedy of Statesmanship : Bethmann Hollweg As War Chancellor, 1914-1917 (1972); The Sword and the Scepter: The Reign of German Militarism and the Disaster of 1918 (1988)
- Stone, David J.  Fighting for the Fatherland: The Story of the German Soldier from 1648 to the Present Day (2006)